# Élections européennes de 2024
Les élections européennes de 2024 ont eu lieu du 6 au 9 juin 2024 dans les vingt-sept États membres de l'Union européenne afin d'élire les députés du Parlement européen pour le mandat de cinq ans de la dixième législature du Parlement européen (2024-2029). Ces élections européennes sont les premières organisées depuis le départ du Royaume-Uni le 31 janvier 2020, et les dixièmes depuis le premier vote au suffrage universel direct en 1979. Le système électoral utilisé est proportionnel, chacun des États formant le plus souvent une circonscription plurinominale unique.

## Contexte
Le scrutin intervient sur fond de montée en puissance des partis eurosceptiques, opposés à l'immigration, et d’extrême droite, observé lors de succès électoraux aux Pays-Bas, en Italie, en Finlande et en Suède. L'Union européenne est dans une situation de ralentissement économique, de mécontentement en zones rurales, et doit faire face au changement climatique, tandis que les questions migratoires reviennent régulièrement dans l'actualité. Le Pacte sur la migration et l'asile est signé quelques mois plus tôt.
La commission von der Leyen arrive au terme de son mandat quinquennal — 2019-2024 — correspondant à la neuvième législature du Parlement européen. Le résultat des élections détermine les députés qui voteront la future Commission européenne pour renouveler ou remplacer Ursula von der Leyen au poste de président de la Commission. Le corps électoral est composé d'un total de 373 millions de personnes.
Le scrutin intervient lors d'une année électorale chargée au niveau international : deux milliards de personnes votent en effet dans 50 pays, dont l'Inde et les États-Unis, lors de scrutins pouvant faire basculer les équilibres politiques en place.

## Enjeux

### Enjeux de la législature
Pour la Commission européenne, les enjeux des élections sont la relance économique, l'action pour le climat et le pacte vert pour l'Europe, la transition numérique, le soutien à l'Ukraine pour résister à l'invasion russe, l'acceptation de son entrée à terme dans l’Union européenne, les sanctions contre la Russie, la stratégie de défense européenne, la politique énergétique, le pacte contre les migrations irrégulières, la politique agricole commune, et l'élargissement de l’Union européenne.
La menace russe est jugée susceptible de conduire à une augmentation de la participation dans plusieurs pays tels que la Finlande.
Toutefois, les enjeux perçus par les citoyens européens concernent plutôt la lutte contre la pauvreté et l’exclusion sociale — qui relève de la politique nationale — la santé publique, le soutien à l’économie, la défense et la sécurité de l’Union européenne.

### Risques de manipulation
Un autre enjeu est d'assurer que les sondages, moyens et campagnes électorales faites dans les États-membres en 2024 soient justes, équitables et honnêtes. Il s'agit de veiller à ce que les médias de masse, les réseaux sociaux et médias sociaux, les citoyens européens et autres parties prenantes de la campagne ne soient pas massivement manipulés par des informations fausses ou fallacieuses, des messages haineux, ou des messages de propagande individuellement ciblés. Un ciblage fin et massif des électeurs est en effet devenu possible, basé sur le moissonnage de données personnelles, l'analyse des sentiments et des opinions politiques et la psychographie, construits et acheminés par des algorithmes dits d'intelligence artificielle. On le sait grâce notamment aux lanceurs d'alerte Christopher Wylie, Carole Cadwalladr — journaliste primée pour son travail —, Shahmir Sanni, Brittany Kaiser et David Caroll.
On a en effet appris, mais trop tard, que de telles manipulations ont probablement abouti à l'élection de Donald Trump par une manipulation des primaires présidentielles du Parti républicain américain de 2016,. Avec les mêmes procédés, les malversations entreprises par Cambridge Analytica et Aggregate IQ, pour le compte du Groupe SCL et de Steve Bannon ont conduit au Brexit (de l'aveu même des pro-Brexit puisqu'avant la révélation du scandale, le site internet d'Aggregate IQ affichait fièrement sur sa page d'accueil la citation suivante de Dominic Cummings (le directeur de campagne de Vote Leave, le parti pro-Brexit leader) : « Sans aucun doute, la campagne de Vote Leave doit en grande partie son succès au travail d'AggregateIQ. Nous n'y serions pas arrivés sans elle » (la victoire du Brexit s'est joué « à moins de 2 % des votes »,). On a aussi rétrospectivement appris que les données personnelles volées par A. Kogan, dans plus de 80 millions de comptes piratés, ont permis de mieux cibler les donateurs les plus à même de financer les campagnes.
Après le scandale Facebook-Cambridge Analytica/AggregateIQ, ces deux sociétés se sont rapidement mises en faillite, mais elles se sont reconstituées sous d'autres noms. On ignore si une IA qu'elles utilisaient — « Ripon » — a vraiment disparu ou si une nouvelle IA de ce type, plus puissante, a pu être reconstituée (Ripon a été créée et utilisée par Cambridge Analytica et par sa société-sœur AggregateIQ pour dresser le profil psychologique et politique de près de 87 millions d'utilisateurs de Facebook, à partir de leurs données personnelles piratées par Aleksandr Kogan pour le compte de Cambridge Analytica),. En complément des outils numériques d'analyse dans le Web de l'opinion publique et individuelle (opinion mining), l'intelligence artificielle peut faciliter les techniques de manipulation psychologique d'internautes, d'acheteurs ou d'électeurs, notamment via les réseaux sociaux comme on l'a vu dès le milieu des années 2010 avec le Scandale Facebook-Cambridge Analytica/AggregateIQ et l'IA baptisée Ripon.
Dans le contexte de la guerre russo-ukrainienne aux frontières de l'UE, de nombreux acteurs dénoncent aussi une vague de propagande et de fausses nouvelles venue de la Russie pour perturber l'élection européenne. Fin avril 2024, « la Commission européenne a annoncé l’ouverture d’enquêtes contre les plateformes de Meta, Facebook et Instagram, pour suspicion de violation de la loi sur les services numériques (dite Digital Services Act, DSA) ». À quelques heures du scrutin, l'opération Doppelgänger refait de nouveau parler d'elle, ciblant entre autres la France via dix-sept faux articles visant à désinformer les électeurs.

## Mode de scrutin

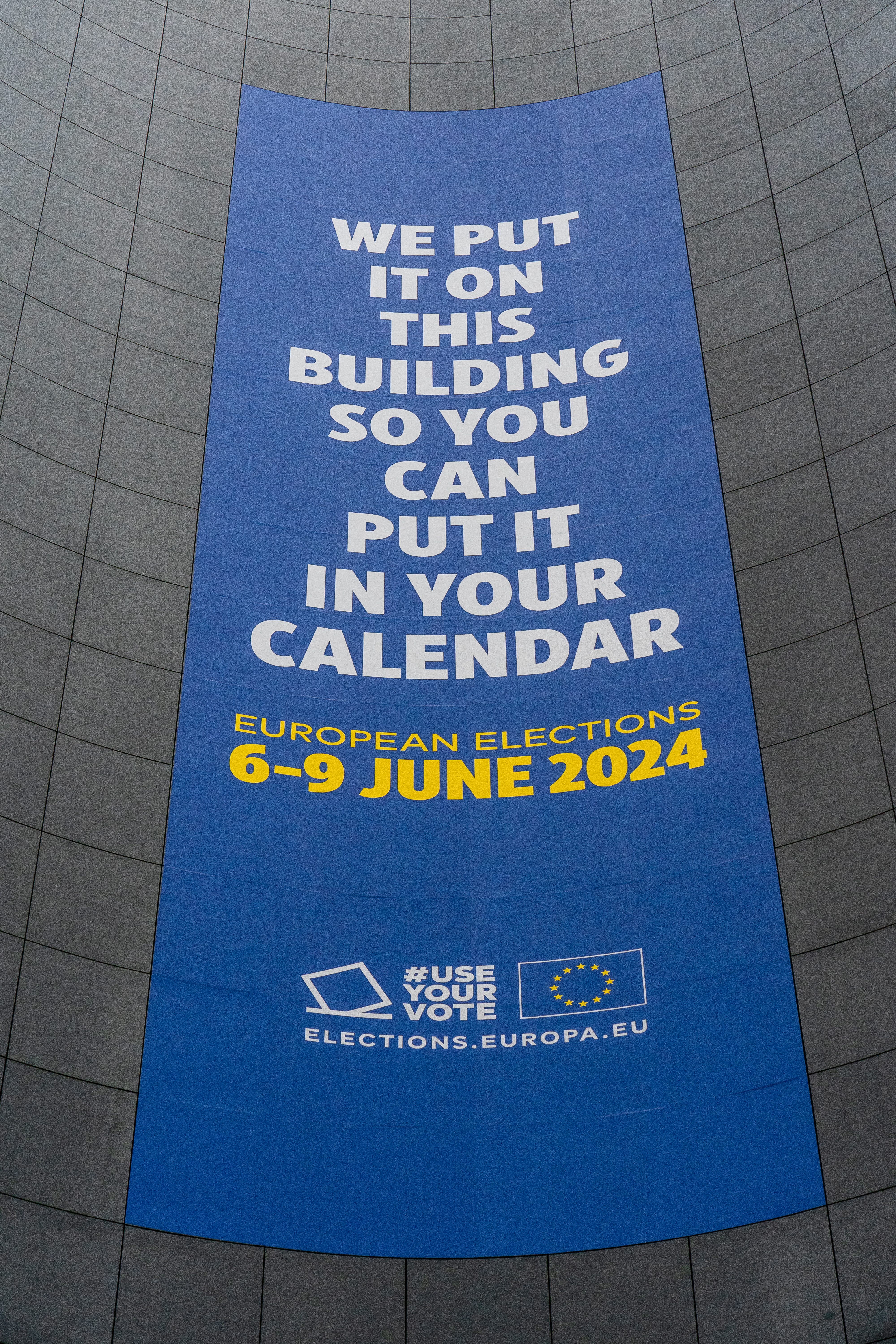
Affiche électorale pour « motiver » le vote lors des élections.

### Généralités
Les élections européennes visent à élire au suffrage direct les députés qui composent le Parlement européen et, au suffrage indirect, le président de la Commission européenne. Le traité sur le fonctionnement de l'Union européenne prévoit que les citoyens de l'Union européenne peuvent voter et être élus dans l'État dans lequel ils résident, même s'ils n'en sont pas citoyens.
Chacun des 27 États membres de l'Union européenne fixe ses propres règles d'organisation du scrutin, pourvu que l'élection ait lieu au suffrage universel direct et au scrutin proportionnel plurinominal, répartis selon la méthode d’Hondt :
- en Irlande et à Malte, il s'agit du scrutin à vote unique transférable ;
- en Autriche, en Belgique, au Danemark, en Finlande, en Suède, en Croatie, en Italie et aux Pays-Bas, l'électeur peut attribuer des voix de préférence aux candidats de son choix ;
- au Luxembourg, l'électeur peut voter pour des candidats de différentes listes ;
- dans les autres États, il s'agit d'un scrutin par liste bloquée.

La plupart des États forment une circonscription nationale mais certains ont découpé leur territoire en circonscriptions régionales. Les États peuvent prévoir la fixation d'un seuil minimal pour l'attribution des sièges, mais ce seuil ne peut être supérieur à 5 %. Jusqu'aux élections de 2014 pour la huitième législature, le territoire français était par exemple découpé en 8 circonscriptions, chaque parti présentant une liste dans chacune d'elles. Les élections de 2019 pour la neuvième législature ont cependant vu le passage du pays à une circonscription unique.

### Spécificités nationales
En Italie, la participation aux élections requiert la collecte de 150 000 signatures et leur vérification par un notaire ou équivalent, sur ce nombre, 3 000 doivent venir de la région autonome de la vallée d'Aoste qui compte 128 000 habitants.
En France, chaque parti doit imprimer son propre bulletin de vote, alors que d'autres pays utilisent un bulletin de vote unique pour différents partis. L'impression de ces bulletins peut coûter un million d'euros remboursables. Le scrutin se joue en un seul tour le dimanche 9 juin 2024.
En Allemagne, les formalités sont la reconnaissance préalable en tant que parti politique et l'obtention de 4 000 signatures.
En Espagne, les listes peuvent être déposées par un parti ou une fédération de partis, une coalition de partis et/ou de fédérations de partis enregistrée auprès de la commission électorale, ou un groupement d'électeurs. Toutes les listes doivent rassembler les parrainages de 15 000 électeurs ou 50 élus. Les listes doivent présenter au moins 40 % de candidats de chaque sexe d'un point de vue global et assurer la présence d'au moins 40 % de candidats de chaque sexe tous les cinq candidats.
Les seuils déclenchant l'attribution du nombre de sièges peuvent également varier d'un pays à un autre : pas de seuil en Allemagne, 4 % en Italie, 5 % en France. Ainsi, en France, un parti ne peut pas obtenir 1, 2 ou 3 élus. Soit la liste atteint le seuil électoral et obtient un minimum de quatre sièges, soit elle ne l'atteint pas et n'en obtient aucun. Cela a ainsi conduit à ignorer 4,5 millions de voix (17 % des scrutins exprimés) en 2019. Dans une question prioritaire de constitutionnalité du 25 octobre 2019, le Conseil constitutionnel juge que ce seuil de 5 % est conforme à la Constitution, en ce que le législateur « a entendu favoriser la représentation au Parlement européen des principaux courants d'idées et d'opinions exprimées en France et ainsi renforcer leur influence en son sein » et a « entendu contribuer à l'émergence et à la consolidation de groupes politiques européens de dimension significative ».
En Belgique, les élections européennes ont lieu le dimanche 9 juin, en même temps que les élections régionales et fédérales. Pour la première fois, les électeurs belges peuvent voter à ces élections à partir de 16 ans.

### Calendrier
Dans le cadre des élections proprement dites, les élections européennes se déroulent entre les 6 et 9 juin 2024.
| Date de scrutin | États concernés |
| --------------- | --- |
| 6 juin          | Pays-Bas |
| 7 juin          | Irlande |
| 7 et 8 juin     | Tchéquie |
| 8 juin          | France (Polynésie française, Guyane, Guadeloupe, Martinique, Saint-Barthélémy, Saint-Martin, Saint-Pierre-et-Miquelon et dans les ambassades françaises et consulats français sur le continent américain) Lettonie Malte Slovaquie                                                                  |
| 8 et 9 juin     | Italie |
| 9 juin          | Allemagne Autriche Belgique Bulgarie Chypre Croatie Danemark Espagne Estonie Finlande France (France métropolitaine, La Réunion, Mayotte, Nouvelle-Calédonie et ambassades et consulats hors zone Amériques et Caraïbes) Grèce Hongrie Lituanie Luxembourg Pologne Portugal Roumanie Slovénie Suède |

Les premières estimations sont communiquées le soir du 9 juin. Les médias donnent des estimations fiables. Les résultats définitifs peuvent arriver dans les jours suivants. Les informations officielles sont publiées sur le site du parlement européen.
Dans le cadre de la vie du parlement, à partir du 10 juin commenceront à se constituer les groupes politiques avec les députés élus. Ceci doit permettre aux 720 députés de la dixième législature de tenir session du 16 au 19 juillet.

### Répartition des sièges
| Députations | 2009 | 2011 | 2013 | 2014 | 2019 | 2020 | Propositions pour 2024 | Propositions pour 2024 | Propositions pour 2024     | Propositions pour 2024        | Propositions pour 2024        |
| Députations | 2009 | 2011 | 2013 | 2014 | 2019 | 2020 | Rapport d'A. Duff      | Rapport du Parlement   | Texte adopté en Commission | Décision préalable du Conseil | Session plénière du Parlement |
| ----------- | ---- | ---- | ---- | ---- | ---- | ---- | ---------------------- | ---------------------- | -------------------------- | ----------------------------- | ----------------------------- |
| Allemagne   | 99   | 99   | 99   | 96   | 96   | 96   | 96                     | 96                     | 96                         | 96                            | 96                            |
| France      | 72   | 74   | 74   | 74   | 74   | 79   | 83                     | 79                     | 81                         | 81                            | 81                            |
| Royaume-Uni | 72   | 73   | 73   | 73   | 73   | -    | 80                     | -                      | -                          | -                             | -                             |
| Italie      | 72   | 73   | 73   | 73   | 73   | 76   | 78                     | 76                     | 76                         | 76                            | 76                            |
| Espagne     | 50   | 54   | 54   | 54   | 54   | 59   | 61                     | 61                     | 61                         | 61                            | 61                            |
| Pologne     | 50   | 51   | 51   | 51   | 51   | 52   | 51                     | 52                     | 53                         | 53                            | 53                            |
| Roumanie    | 33   | 33   | 33   | 32   | 32   | 33   | 31                     | 33                     | 33                         | 33                            | 33                            |
| Pays-Bas    | 25   | 26   | 26   | 26   | 26   | 29   | 25                     | 31                     | 31                         | 31                            | 31                            |
| Belgique    | 22   | 22   | 22   | 21   | 21   | 21   | 19                     | 21                     | 22                         | 22                            | 22                            |
| Grèce       | 22   | 22   | 22   | 21   | 21   | 21   | 19                     | 21                     | 21                         | 21                            | 21                            |
| Tchéquie    | 22   | 22   | 22   | 21   | 21   | 21   | 18                     | 21                     | 21                         | 21                            | 21                            |
| Portugal    | 22   | 22   | 22   | 21   | 21   | 21   | 18                     | 21                     | 21                         | 21                            | 21                            |
| Suède       | 18   | 20   | 20   | 20   | 20   | 21   | 17                     | 21                     | 21                         | 21                            | 21                            |
| Hongrie     | 22   | 22   | 22   | 21   | 21   | 21   | 17                     | 21                     | 21                         | 21                            | 21                            |
| Autriche    | 17   | 19   | 19   | 18   | 18   | 19   | 16                     | 20                     | 20                         | 20                            | 20                            |
| Bulgarie    | 17   | 18   | 18   | 17   | 17   | 17   | 14                     | 17                     | 17                         | 17                            | 17                            |
| Danemark    | 13   | 13   | 13   | 13   | 13   | 14   | 12                     | 15                     | 15                         | 15                            | 15                            |
| Finlande    | 13   | 13   | 13   | 13   | 13   | 14   | 12                     | 15                     | 15                         | 15                            | 15                            |
| Slovaquie   | 13   | 13   | 13   | 13   | 13   | 14   | 12                     | 15                     | 15                         | 15                            | 15                            |
| Irlande     | 12   | 12   | 12   | 11   | 11   | 13   | 11                     | 14                     | 14                         | 14                            | 14                            |
| Croatie     | -    | -    | 12   | 11   | 11   | 12   | 11                     | 12                     | 12                         | 12                            | 12                            |
| Lituanie    | 12   | 12   | 12   | 11   | 11   | 11   | 9                      | 11                     | 11                         | 11                            | 11                            |
| Slovénie    | 7    | 8    | 8    | 8    | 8    | 8    | 8                      | 9                      | 9                          | 9                             | 9                             |
| Lettonie    | 8    | 9    | 9    | 8    | 8    | 8    | 8                      | 9                      | 9                          | 9                             | 9                             |
| Estonie     | 6    | 6    | 6    | 6    | 6    | 7    | 7                      | 7                      | 7                          | 7                             | 7                             |
| Chypre      | 6    | 6    | 6    | 6    | 6    | 6    | 6                      | 6                      | 6                          | 6                             | 6                             |
| Luxembourg  | 6    | 6    | 6    | 6    | 6    | 6    | 6                      | 6                      | 6                          | 6                             | 6                             |
| Malte       | 6    | 6    | 6    | 6    | 6    | 6    | 6                      | 6                      | 6                          | 6                             | 6                             |
| Total       | 736  | 754  | 766  | 751  | 751  | 705  | 751                    | 716                    | 720                        | 720                           | 720                           |

## Partis et candidats
Différents partis politiques européens et autres groupes, le plus souvent des fédérations ou alliances de partis nationaux ou régionaux, sont représentés lors de ces élections. Toutefois, ces partis ne sont pas toujours bien connus car ils sont éclipsés par les partis et médias nationaux.
Le nombre de candidats réels varie en fonction des pays. La Grèce compte 55 candidats par siège quand ce ratio n'est que 38 en France et la Tchéquie qui n'en compte que 32. Les autres pays ont moins de candidats, mais l'Allemagne a tout de même 13 candidats par siège et l'Irlande 5, en moyenne. En France, le nombre de candidats dépasse 3000, ce qui est entre le double et le triple du nombre de candidats de l'Allemagne, de la Grèce ou de la Pologne. Les pays qui comptent le moins de candidats à la députation sont Malte, Chypre et l'Estonie.
L'article 17 du traité sur l'Union européenne dispose qu’« en tenant compte des élections au Parlement européen, et après avoir procédé aux consultations appropriées, le Conseil européen, statuant à la majorité qualifiée, propose au Parlement européen un candidat à la fonction de président de la Commission européenne ». Depuis 2014, en accord avec les traités et malgré quelques réticences au Conseil européen, le président de la Commission européenne est élu au suffrage universel indirect. Le Parlement européen en a codifié la procédure et les partis politiques européens désigneront sans doute leurs candidats à la présidence de la Commission comme ils l'ont fait à la précédente échéance électorale. Le 23 janvier 2018, la commission des Affaires constitutionnelles, puis le Parlement lui-même, le 13 février 2019 adopte une résolution proclamant que l'élection au suffrage universel indirect ne saurait être contournée et que le Parlement « sera prêt à rejeter tout candidat à la présidence de la Commission qui n’a pas été désigné comme tête de liste en amont des élections européennes ».
Cependant, malgré l'arrivée en tête du Parti populaire européen mené par Manfred Weber en 2019, le Conseil européen propose la candidature d'Ursula von der Leyen pour la présidence de la Commission européenne.

Le 12 décembre 2023, une résolution du Parlement européen soutient le plan d’action de la campagne européenne élaboré par l’Autorité pour les partis politiques et les fondations politiques (APPF), notamment pour faire émerger des candidats têtes de liste et des partis politiques européens — dits Spitzenkandidat —,.

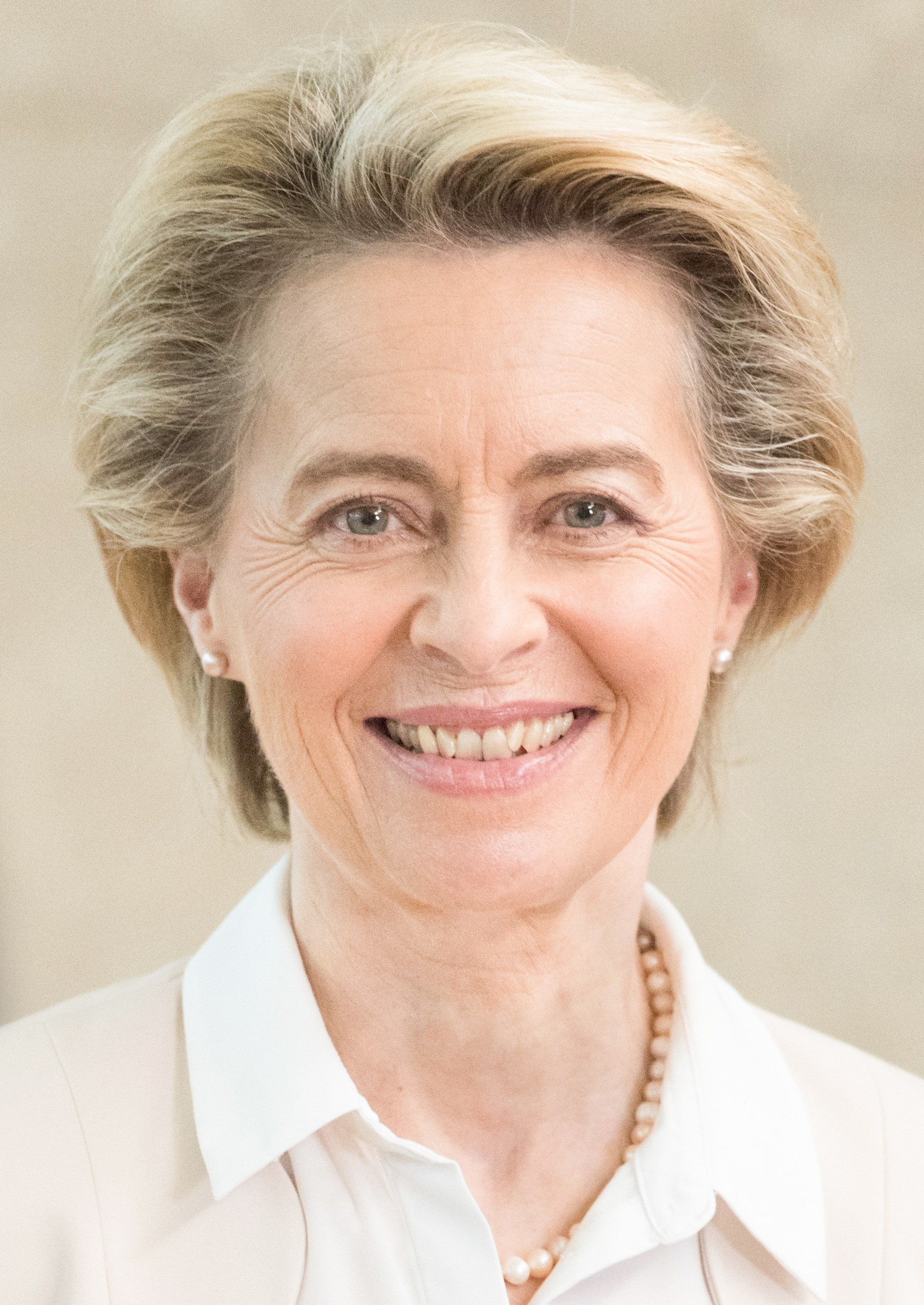
Ursula von der Leyen, groupe du Parti populaire européen, 2019 : 187 sièges, 21,0 %.
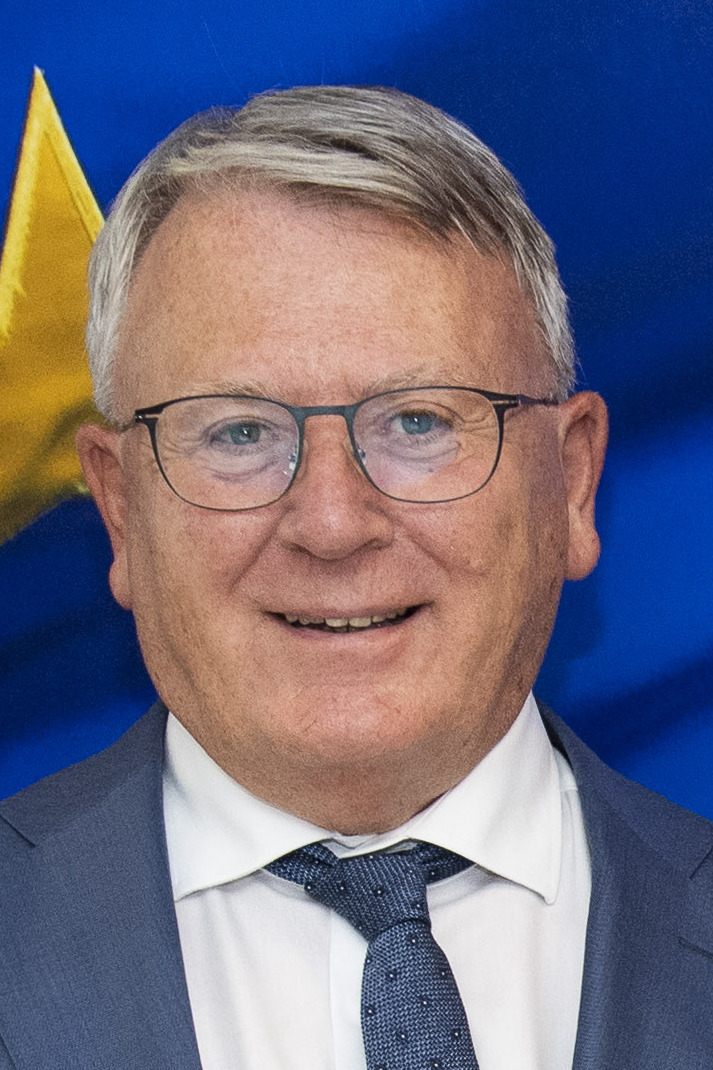
Nicolas Schmit, Alliance progressiste des socialistes et démocrates, 2019 : 148 sièges, 18,5 %.
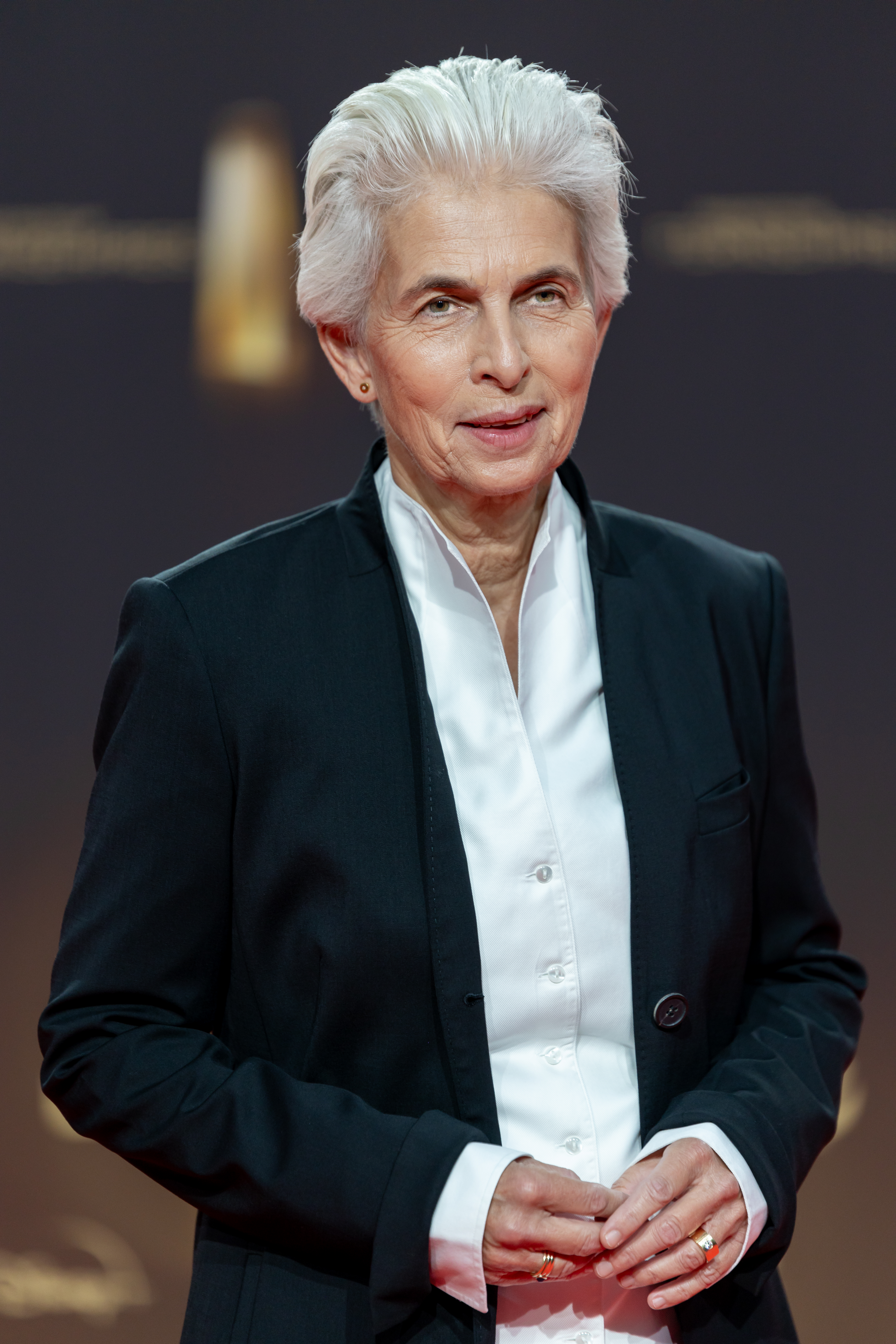
Marie-Agnes Strack-Zimmermann (avec Sandro Gozi pour le Parti démocrate européen, et Valérie Hayer pour L'Europe Ensemble), Renew, 2019 : 97 sièges, 13,0 %.
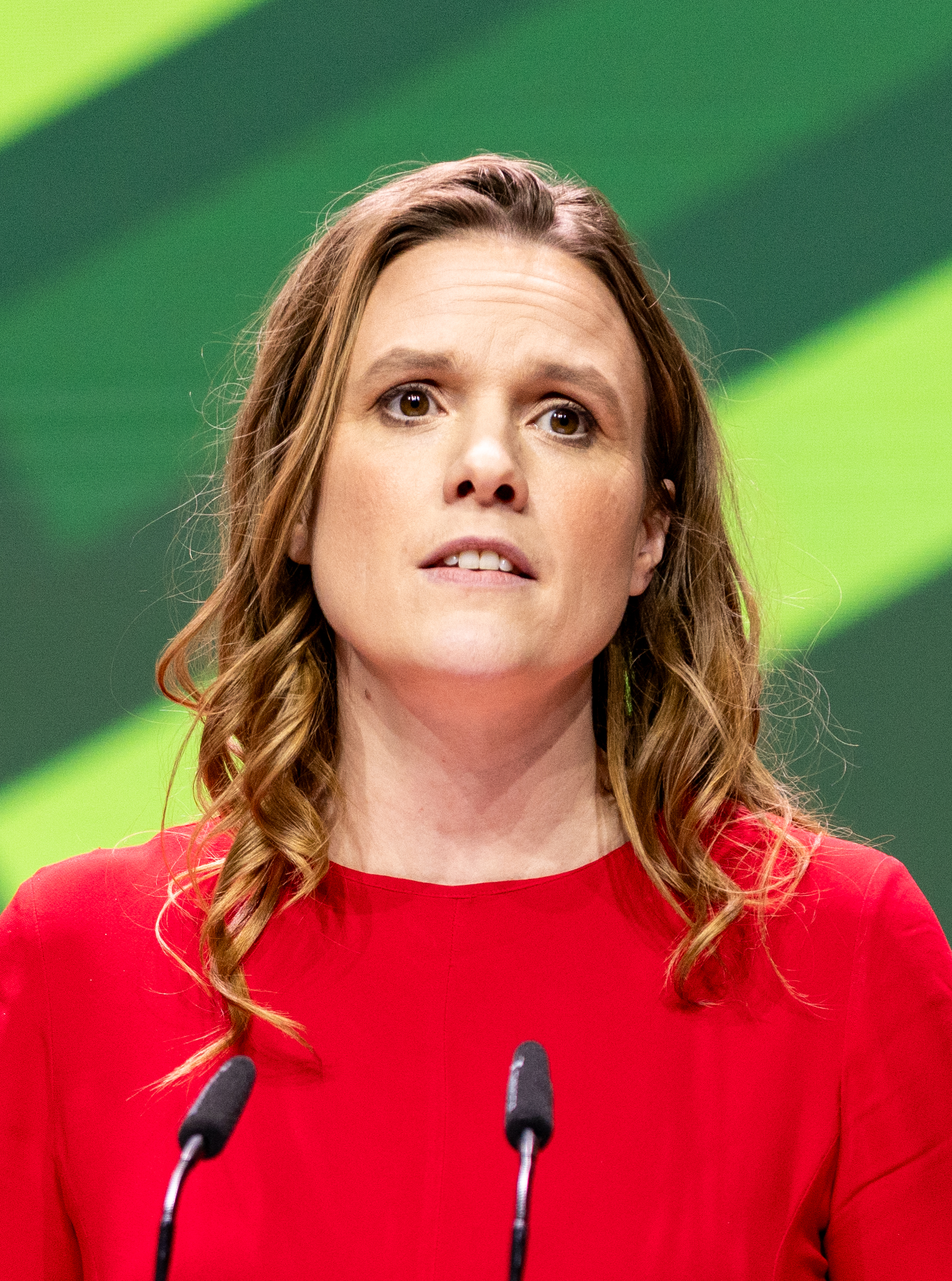
Terry Reintke, groupe des Verts/Alliance libre européenne, 2019 : 67 sièges, 11,7 %.
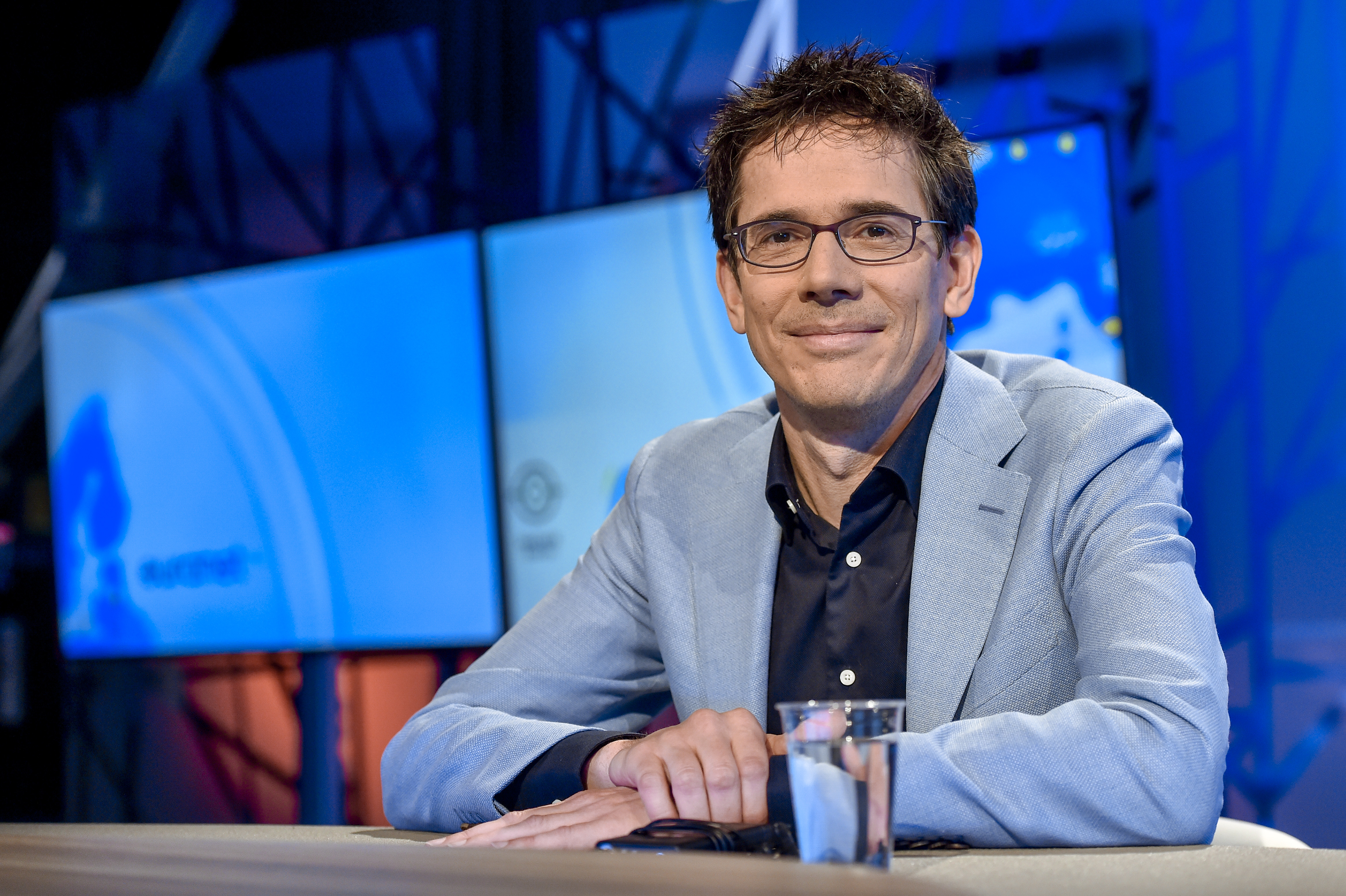
Bas Eickhout, groupe des Verts/Alliance libre européenne, 2019 : 67 sièges, 11,7 %.
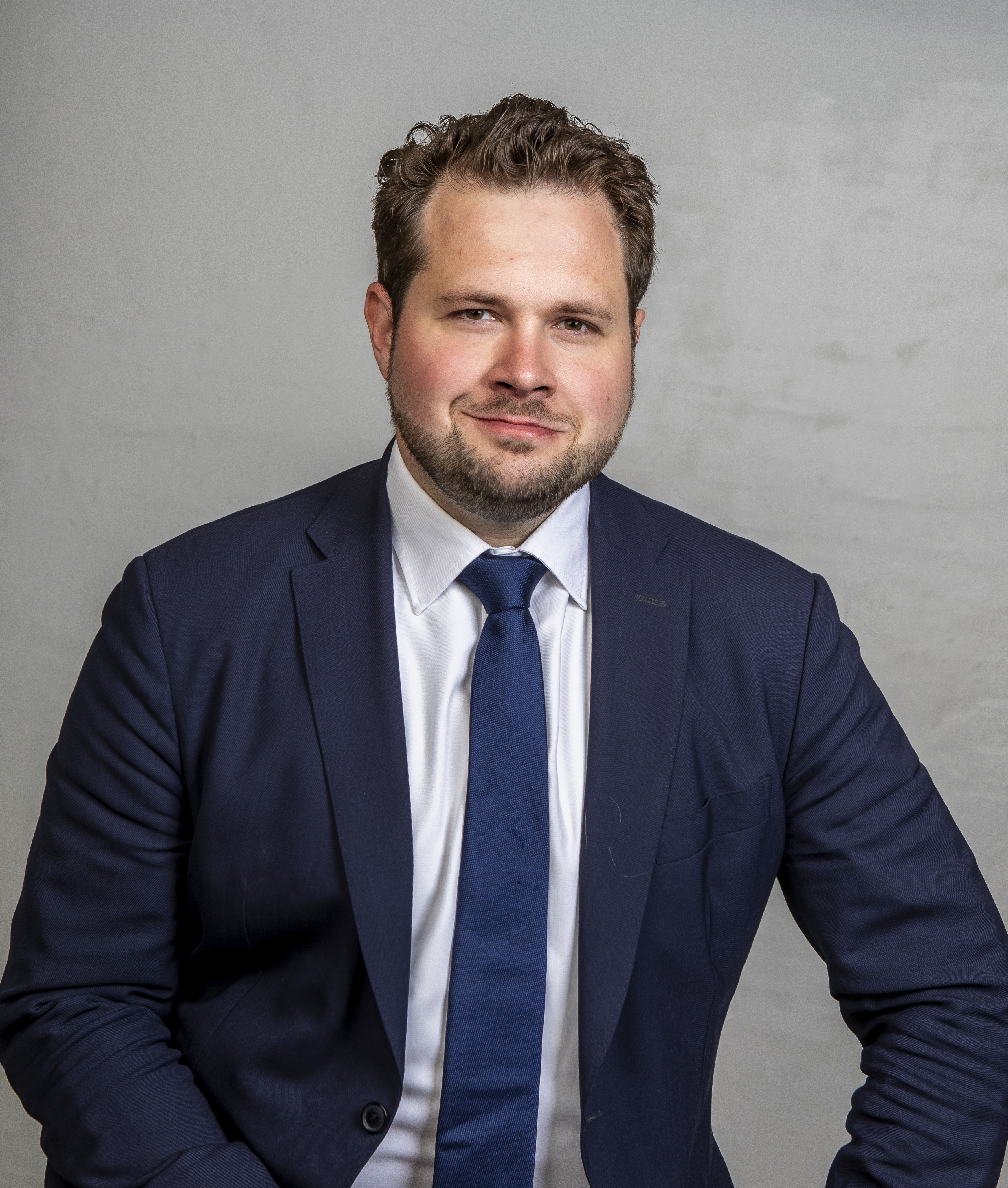
Anders Vistisen, Identité et démocratie, 76 sièges, 10,8 %.
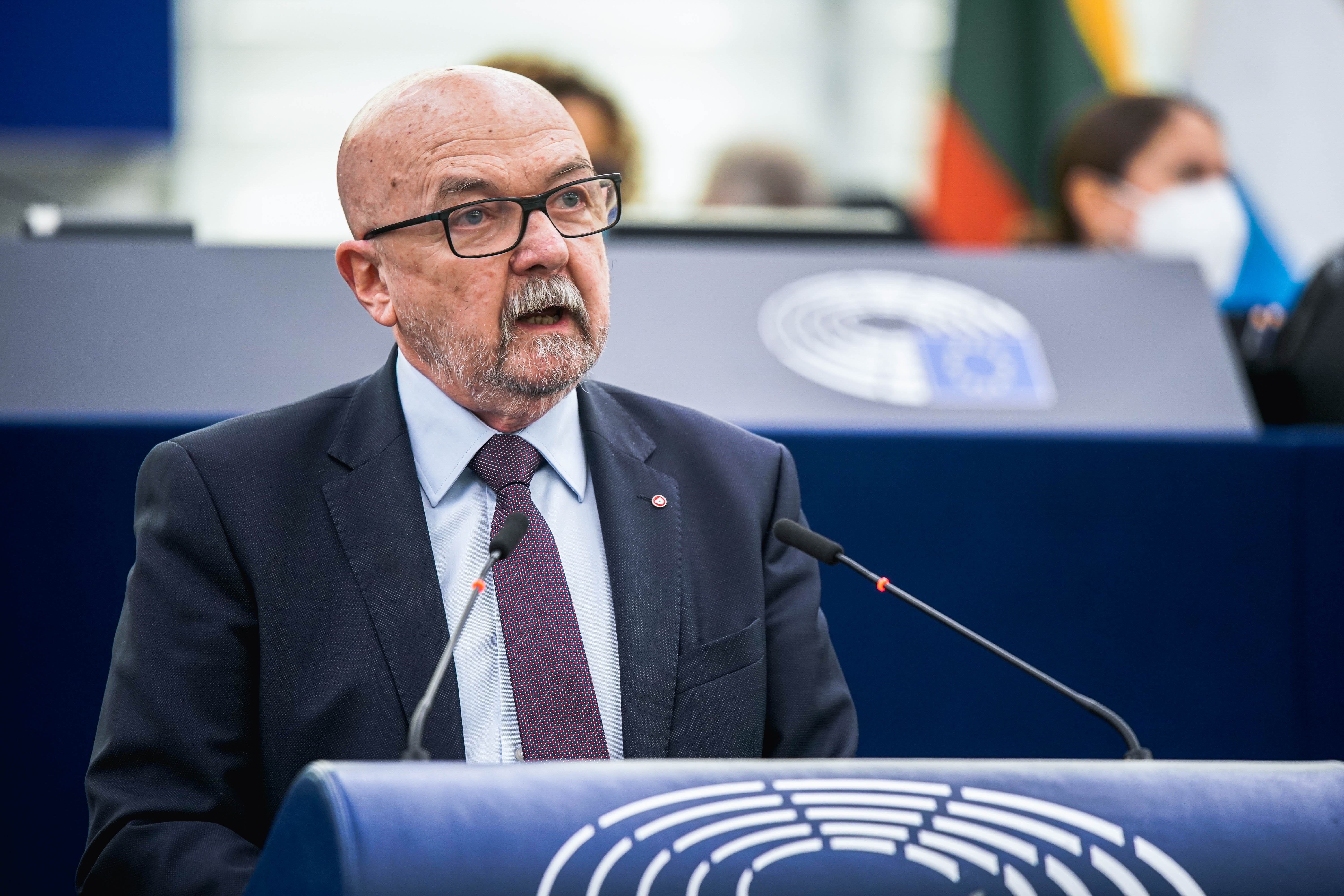
Ryszard Legutko, Conservateurs et réformistes européens, 2019 : 62 sièges, 8,2 %.
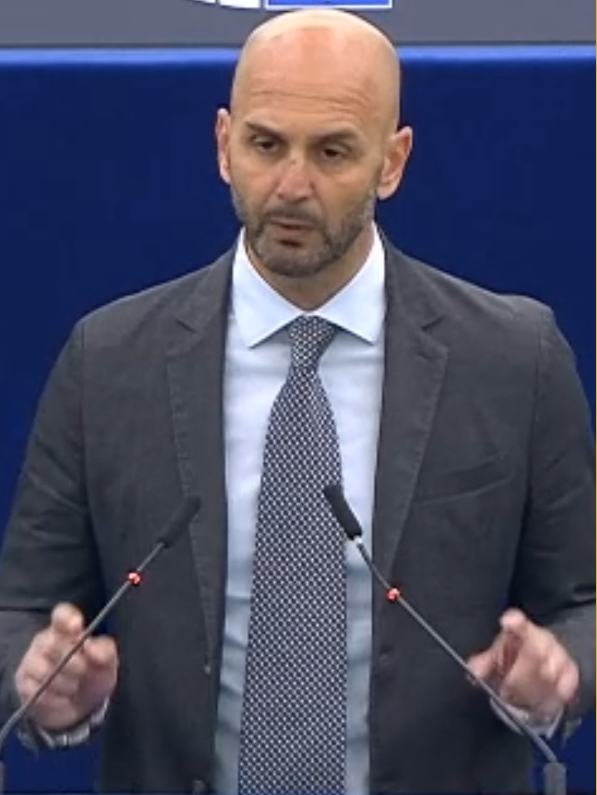
Nicola Procaccini, Conservateurs et réformistes européens, 2019 : 62 sièges, 8,2 %.
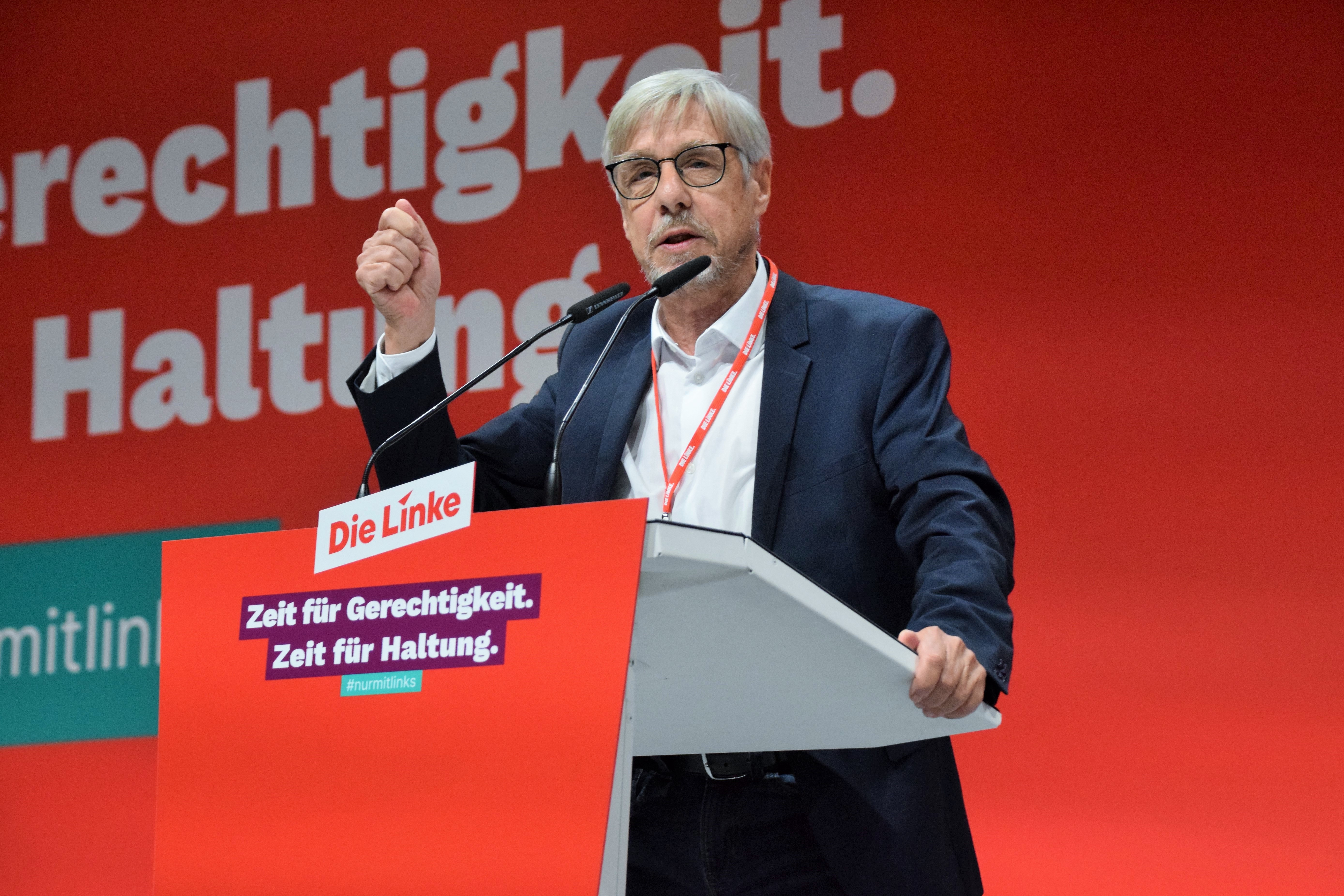
Walter Baier, groupe de la Gauche, élections précédentes : 40 sièges, 6,5 %.

### Manifestes
| Parti politique européen sortant             | Parti politique européen sortant             | Parti politique européen sortant                                 | Groupe parlementaire | Tête de liste                        | Programme électoral                |
| -------------------------------------------- | -------------------------------------------- | ---------------------------------------------------------------- | -------------------- | ------------------------------------ | ---------------------------------- |
|                                              | PPE                                          | Parti populaire européen                                         | Groupe PPE           | Ursula von der Leyen                 | "Our Europe"                       |
|                                              | PSE                                          | Parti socialiste européen                                        | S&D                  | Nicolas Schmit                       | "The Europe We Want"               |
|                                              | ADLE                                         | Parti de l'Alliance des libéraux et des démocrates pour l'Europe | Renew                | Marie-Agnes Strack-Zimmermann        | “Your Europe, Your Freedom"        |
|                                              | PDE                                          | Parti démocrate européen                                         | Renew                | Sandro Gozi                          | "Reinventing Europe"               |
|                                              | PVE                                          | Parti vert européen                                              | Verts/ALE            | Bas Eickhout, Terry Reintke          | "Courage to Change"                |
|                                              | ALE                                          | Alliance libre européenne                                        | Verts/ALE, CRE       | Maylis Roßberg, Raül Romeva          | "A Europe for All"                 |
|                                              | ID                                           | Parti Identité et démocratie                                     | ID                   | Aucun                                | Aucun                              |
|                                              | CRE                                          | Parti des conservateurs et réformistes européens                 | CRE                  | Aucun                                | "Party Manifesto"                  |
|                                              | PGE                                          | Parti de la gauche européenne                                    | Groupe La Gauche     | Walter Baier                         | "Our Moment"                       |
|                                              | MPCE                                         | Mouvement politique chrétien européen                            | Groupe PPE, CRE      | Valeriu Ghilețchi                    | "elevate. empower. engage."        |
| Parti politique européen extra-parlementaire | Parti politique européen extra-parlementaire | Parti politique européen extra-parlementaire                     | Groupe parlementaire | Tête de liste                        | Programme électoral                |
|                                              | PPEU                                         | Parti pirate européen                                            | Verts/ALE            | Marcel Kolaja, Anja Hirschel         | "Common European Election Program" |
|                                              | Volt                                         | Volt Europa                                                      | Verts/ALE            | Damian Boeselager, Sophie in 't Veld | "Electoral Moonshot Programme"     |

### Parti de la gauche européenne

Parti de la gauche européenne

Le Parti de la gauche européenne désigne Walter Baier comme tête de liste.
Le parti de la gauche européenne est marqué par une influence communiste. Il se présente avec deux programmes électoraux différents : celui du PGE et celui d'une plateforme parallèle dite Maintenant le peuple (MLP).
Le parti développe son manifeste et se donne comme objectif de lutter contre « la crise du coût de la vie ». Il souhaite également remplacer les subventions à la défense par des subventions à l'art et à la culture.
En France, deux partis, La France insoumise (observateur) et le Parti communiste français sont membres du PGE. LFI le concurrence au travers de l'« alliance » européenne « Maintenant le peuple ! ».

### Parti vert européen

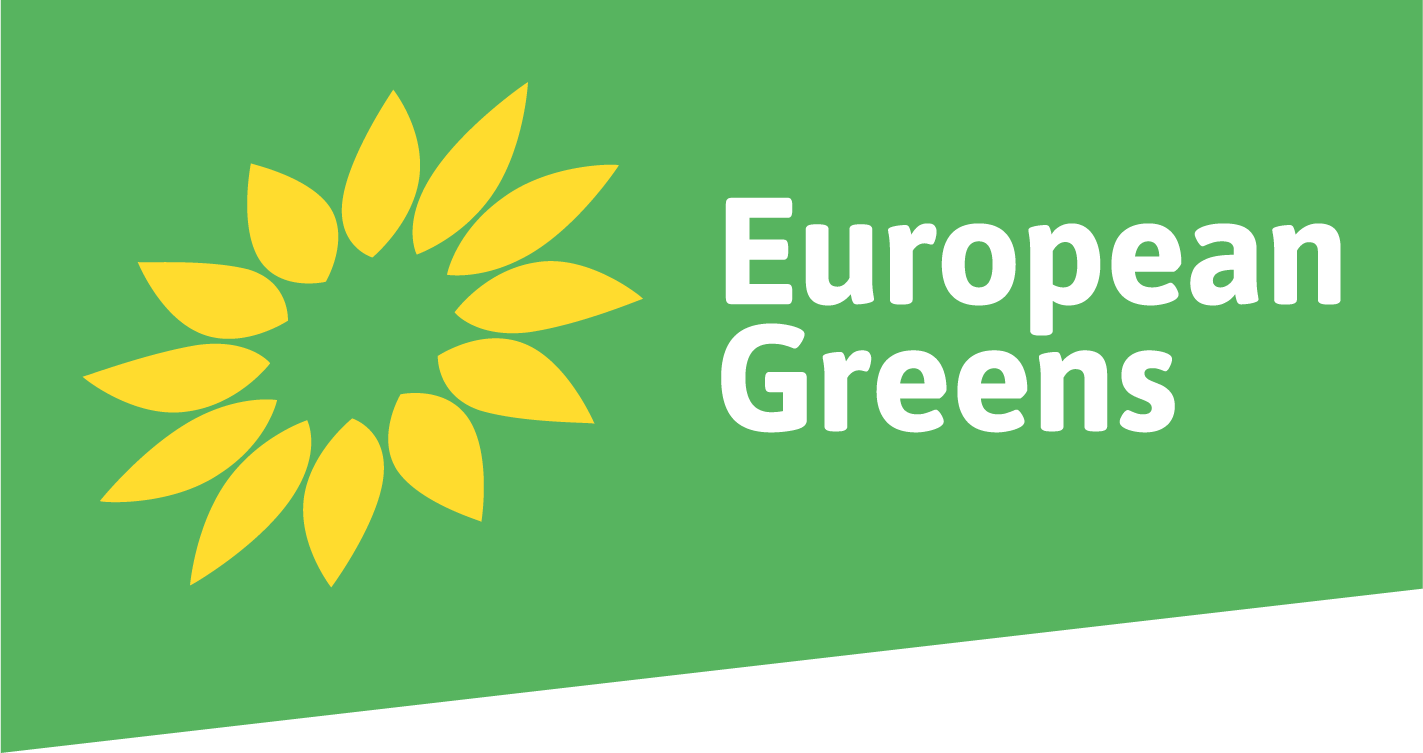
parti vert européen

Le Parti vert européen réuni à Lyon choisit ses têtes de liste le 3 février 2024 : le Néerlandais Bas Eickhout et l'Allemande Terry Reintke.
En 2024, le parti vert européen regroupe 36 partis écologistes de 32 pays d’Europe. En France, Les Écologistes (anciennement Europe Écologie Les Verts) sont membres du parti vert européen.
Les verts n'ont pas voté pour le pacte sur la migration et l'asile,.
En 2019, les verts ont bénéficié de la thématique du changement climatique. En 2024, dans un contexte où diverses crises sont survenues, les priorités des électeurs ont changé. Les verts ont des difficultés à trouver des thématiques transversales. Ils connaissent une baisse dans les sondages.

### Parti socialiste européen

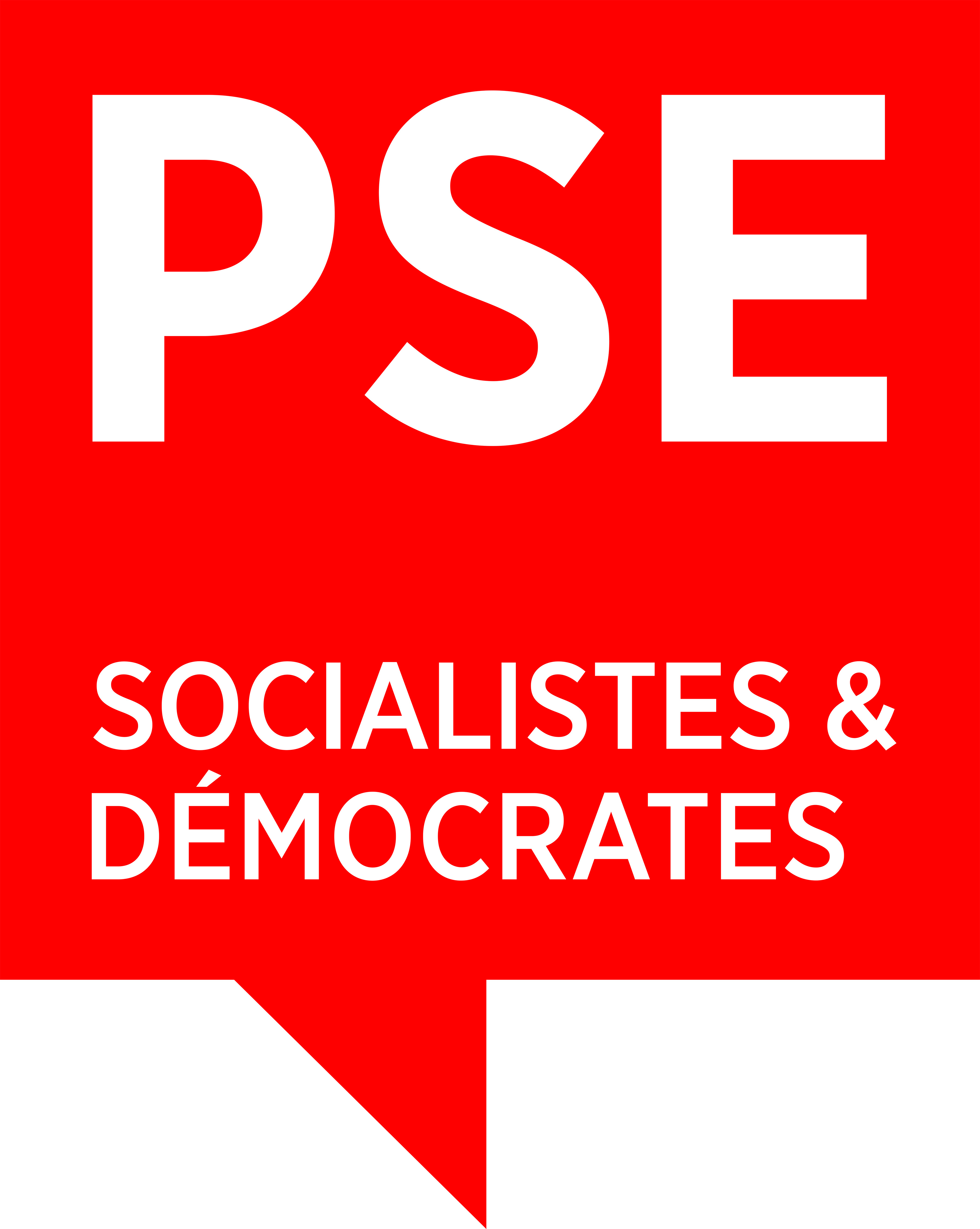
parti socialiste européen

Le Parti socialiste européen réuni à Rome choisit le 2 mars 2024 en tête de liste le commissaire européen à l'Emploi Nicolas Schmit.
Le PSE publie un manifeste en vingt points sous le titre « L’Europe que nous voulons : sociale, démocratique et durable ». Ainsi, Nicolas Schmit, déclare que « Nous devons avoir une Europe sociale dans laquelle chaque citoyen ne se sent pas laissé pour compte. ». Le parti souhaite aider l'Ukraine, promouvoir la paix au Proche-Orient et augmenter le budget de défense et de sécurité de l'Union européenne.
En France, le Parti socialiste est membre du PSE.
En 2024, Nicolas Schmit se déclare réticent vis-à-vis accords de l'UE sur l'immigration, s'opposant ainsi à Ursula von der Leyen.

### Groupe Renew Europe

Groupe Renew Europe

Le groupe Renew Europe, composé du Parti de l'Alliance des libéraux et des démocrates pour l'Europe, du Parti démocrate européen et d'autres partis, choisit comme têtes de liste une « Team Europe », composée de Sandro Gozi (PDE), Marie-Agnes Strack-Zimmermann (ALDE) et Valérie Hayer (Renaissance).

### Parti populaire européen

Parti populaire européen

Lors de son congrès, le 7 mars 2024, le Parti populaire européen officialise Ursula von der Leyen comme candidate à sa réélection à 400 voix pour et 89 contre.
Parmi les idées que le part populaire européen compte promouvoir aux élections de 2024 sont la relance économique, la transition écologique et la protection des valeurs démocratiques. Dans le domaine de la croissance et de la compétitivité, le PPE désire renforcer le marché unique et l’innovation, avec une transition « juste et équitable » vers une économie verte. À ceci s'ajoute la défense de l'État de droit et des droits fondamentaux, avec une plus forte politique étrangère et de sécurité commune,.
En France, Les Républicains sont membres du PPE, mais ne soutiennent pas Ursula von der Leyen pour présider la Commission européenne.
En Allemagne, les partis Union chrétienne-démocrate (CDU) et Union chrétienne-sociale en Bavière (CSU) sont membres du PPE. En Pologne, Plate-forme civique (PO) et le Parti paysan polonais (PSL) sont membres du PPE.

### Groupes CRE et ID
Diverses sources envisagent une recomposition des groupes CRE et ID après les élections,,,,. D'autres sources supposent qu'en plus des CRE et de l'ID, cela pourrait également affecter le PPE.
Une autre hypothèse est l'apparition d'un troisième groupe.
En France, le Rassemblement national est favorable à la sortie de la France du marché européen de l’énergie et critique la politique « hôtesse d’accueil pour migrants ». La liste présente dix eurodéputés sortants. La liste inclut notamment Thierry Mariani, l'essayiste Malika Sorel-Sutter, le directeur de Frontex sur la période 2015-2022 Fabrice Leggeri affecté par une plainte de complicité de crime contre l’humanité.
Post-électoralement, les partis de ces groupes se réorganisent en trois groupes : CRE, Patriotes pour l'Europe et L'Europe des nations souveraines.
- Le 30 juin 2024, la formation d'un "nouveau" groupe est envisagée après un accord informel entre Victor Orban (Fidesz), Herbert Kickl (Parti de la liberté d'Autriche) et le milliardaire Andrej Babiš (ANO 2011)[72]. Ce groupe des Patriotes pour l’Europe se positionne contre le soutien militaire à l’Ukraine, contre « l’immigration illégale » et pour « la famille traditionnelle ». Le 8 juillet, le RN rejoint le groupe[73].

- Le 11 juillet 2024, l'Alternative pour l'Allemagne (AfD) forme (avec d'autres députés) le groupe politique d'extrême droite L'Europe des nations souveraines[74]. En mai 2024, Jordan Bardella a pris la décision de ne plus siéger avec les eurodéputés de l’AfD au Parlement européen. L'AfD est exclu du groupe ID. Ceci intervient après les propos de Maximilian Krah, tête de liste de l'AfD, affirmant que « un SS n’était pas automatiquement un criminel »[75]. L'AfD ne rejoint pas le groupe des Patriotes pour l’Europe et réussit à former un groupe différent.

## Campagne
Trois débats sont organisés à l'échelle européenne, non pas entre les différentes listes qui présentent des candidats pour l'élection de députés au Parlement Européen, mais entre les "candidats principaux (ou «Spitzenkandidat») à la Présidence de la Commission européenne".
Ces débats sont moins suivis en France que dans le reste de l'Union européenne.
Si on devait comparer avec les élections législatives nationales françaises pour les députés à l'Assemblée Nationale, c'est comme si une chaîne de télévision du service public organisait un débat électoral non pas sur les élections, mais sur la "candidature au poste de Premier Ministre" confrontant les (futurs) candidats au poste de Premier Ministre désignés officiellement par des partis déjà représentés au Parlement, participant aux élections et ayant accepté de nommer leur candidat.
Si on devait comparer avec les élections nationales des États-Unis, c'est comme si une chaîne de télévision du service public organisait un débat électoral non pas sur les élections, mais sur la "candidature au poste de Président des États-Unis" confrontant les candidats au poste de Président des États-Unis désignés officiellement par des partis déjà représentés au Parlement, participant aux élections et ayant accepté de nommer leur candidat. Cela en ferait un scrutin indirect. On appellerait « élection présidentielle » la désignation des grands électeurs par les citoyens dans chaque État et dans le DC, bien que l'élection serait officiellement réalisée par les grands électeurs un mois plus tard car les grands électeurs s'engageant pour un candidat. Toutefois, ce système dans l'Union européenne n'a pas la force légale qu'il a aux États-Unis. Cette comparaison a ses limites et peut opposer des notions de régime parlementaire et de régime présidentiel, ou encore des notions de multipartisme et de bipartisme.

### Débat du29 avril 2024

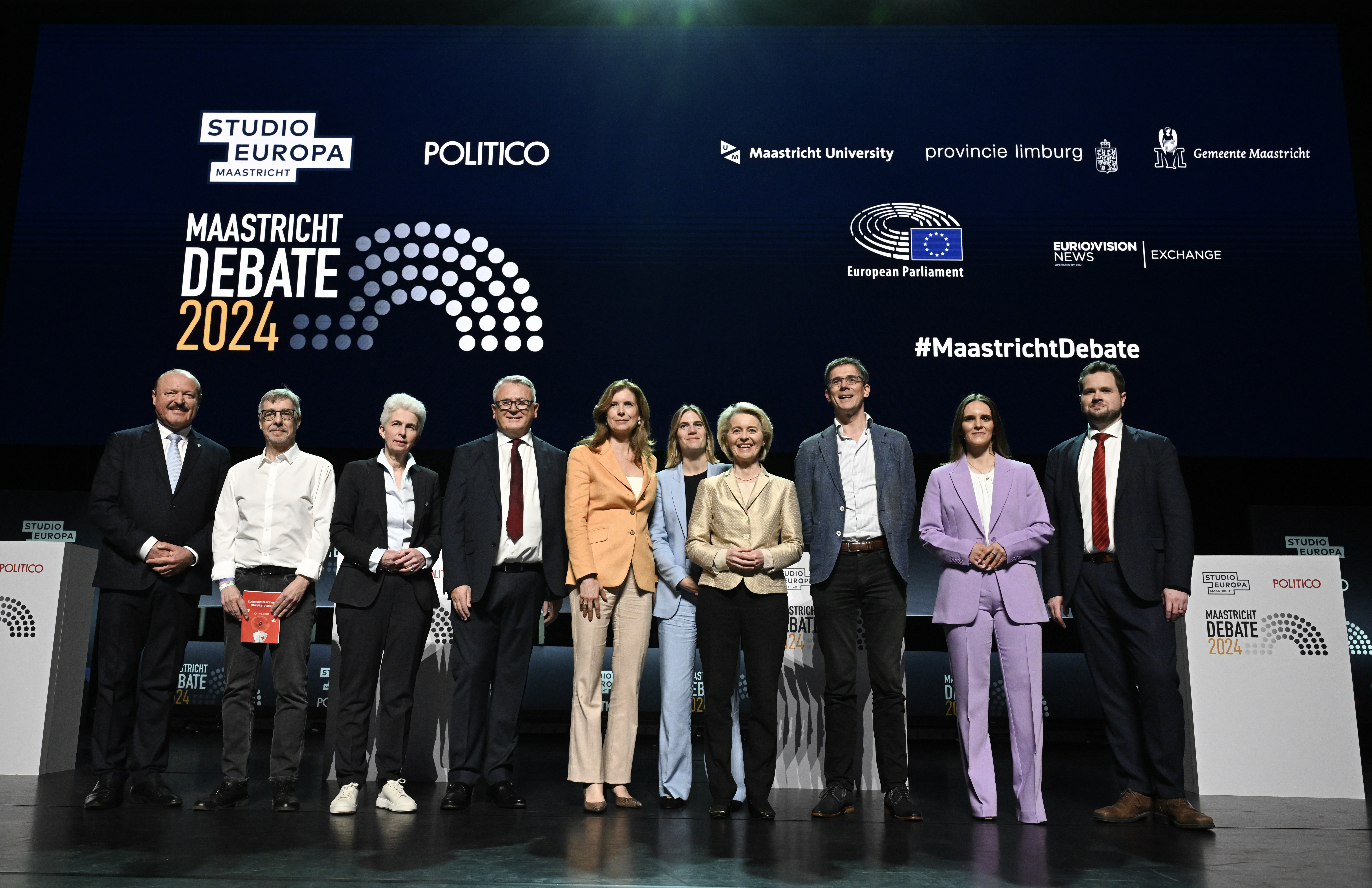
Débat du 29 avril 2024 à Maastricht, Pays-Bas, opposant les représentants des groupes politiques du parlement européen

Le débat du 29 avril 2024 oppose les candidats principaux à la présidence de la Commission européenne : Ursula von der Leyen (PPE), Nicolas Schmit (PSE), Marie-Agnes Strack-Zimmermann (ALDE), Bas Eickhout (PVE), Anders Vistisen (ID), Walter Baier (PGE), Maylis Roßberg (ALE) et Valeriu Ghilețchi (MPCE).
Une experte du centre de réflexion Jacques Delors estime que le débat montre les faiblesses du système en place, du fait de la faible notoriété des participants et du peu de spectateurs. Ce débat d'une heure trente est organisé par l'université de Maastricht et le média Politico,.

### Débat du 21 mai à Bruxelles

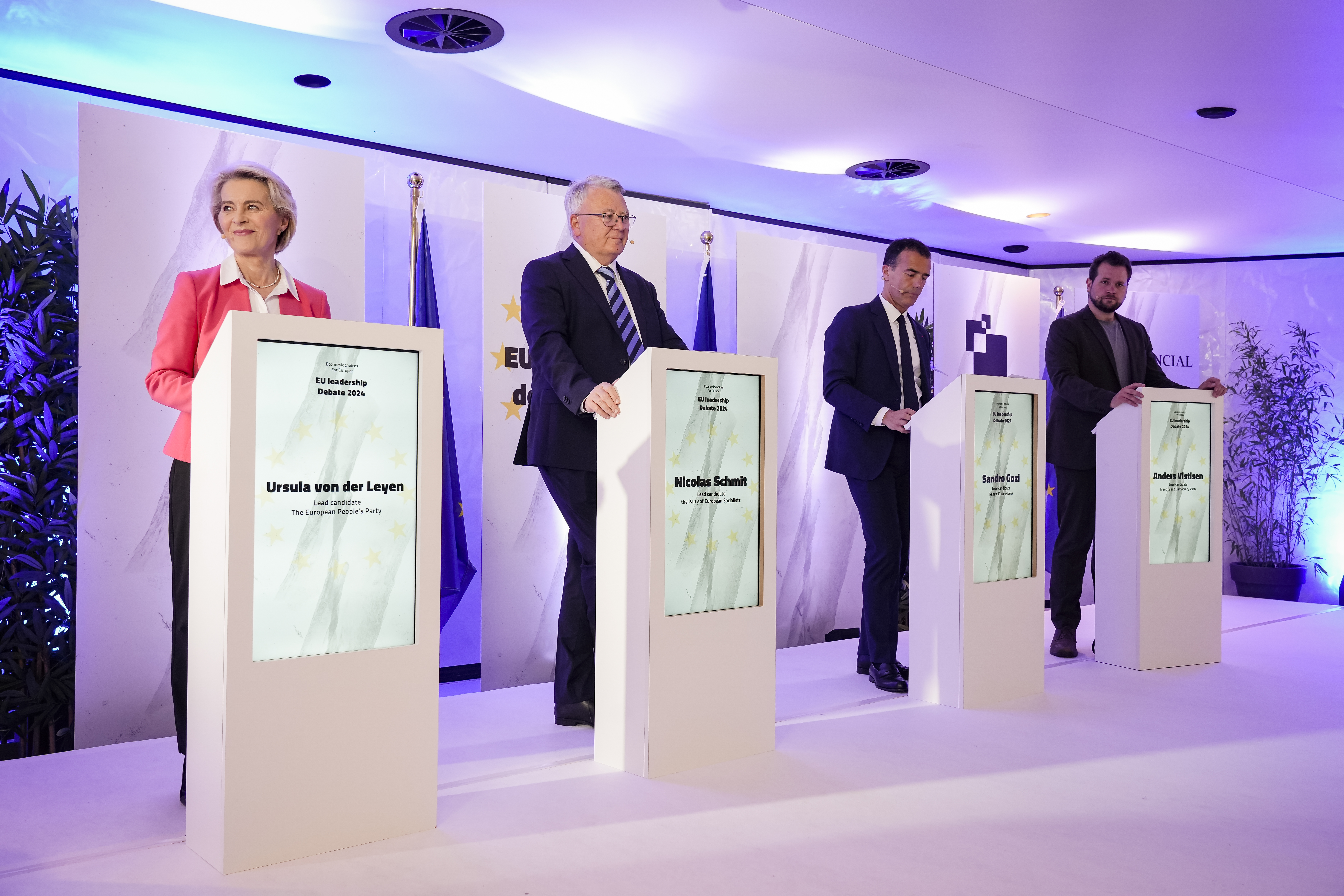
Débat du 21 mai 2024 organisé par le Financial Times et Bruegel.

Le second débat européen de la campagne s'est tenu le 21 mai 2024 de 17 h à 18 h 15 à Bruxelles. Il a été organisé par le think tank Bruegel et par le Financial Times. Les questions du débat ciblaient les politiques économiques de l'Union européenne,.

### Controverse sur le débat du23 mai 2024

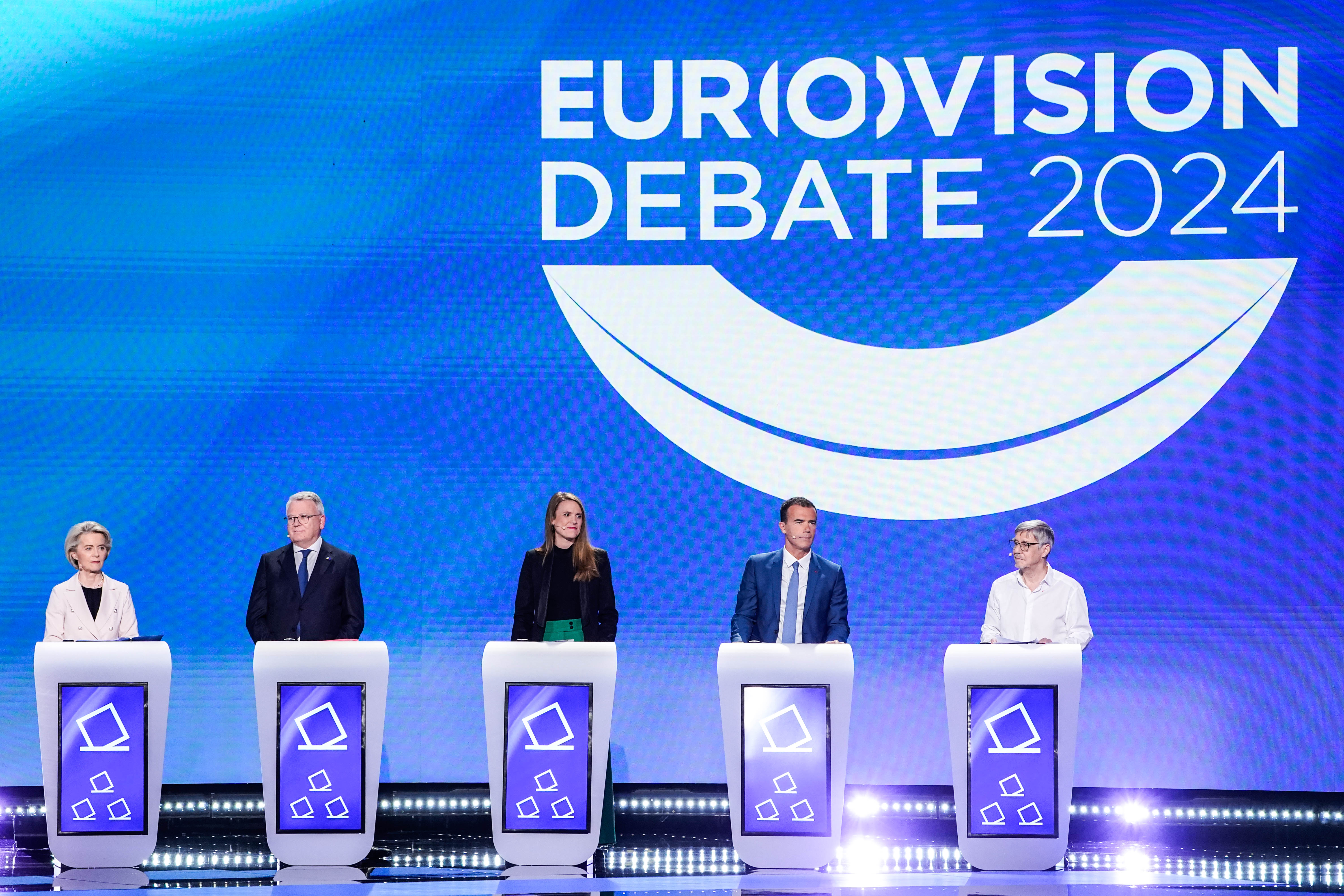
Diffusion politique du 23 mai 2024 opposant les leaders des groupes du parlement européen

Pour le débat du 23 mai 2024, l'Union européenne de radio-télévision (UER) demande à chaque groupe parlementaire du Parlement européen ayant désigné un candidat tête de liste — ou Spitzenkandidat — de désigner un représentant pour le débat du 23 mai 2024, le 30 avril 2024. De ce fait, deux partis politiques européens, Identité et démocratie (ID) (qui regroupe le RN, la Ligue du Nord et l'AfD) et l'Alliance libre européenne (EFA) ne participent pas au débat. Le groupe ID trouve inconsistante cette manière d'organiser le débat, car des groupes qui ont désigné plusieurs Spitzencandidaten (Renew : 3, les Verts : 2) peuvent participer au débat. D'après l'UER, les deux groupes qui n'ont pas nommé de candidat tête de liste sont de ce fait et par eux-mêmes exclus du débat. La non participation de l'EFA est liée au fait que le débat ne réunit qu'un seul candidat par groupe alors que le groupe les Verts/EFA est partagé en deux partis : les Verts d'une part et l'EFA d'autre part.
Le débat du 23 mai est organisé à 15 heures, heure d'été d'Europe centrale, mais est retransmis en Eurovision et en direct dans les différents 27 États membres de l'Union européenne. Il se tient en langue anglais, mais est traduit dans les différentes 23 autres langues officielles de l'Union européenne. Le débat porte sur six thématiques: Économie et emploi, Défense et sécurité, Climat et environnement, Démocratie et leadership, Migration et frontières, Innovation et technologie. Les cinq candidats de gauche à droite sont: Ursula von der Leyen, Parti populaire européen, Nicolas Schmit, Parti socialiste européen, Terry Reintke, Verts européens, Sandro Gozi, Renouveler l'Europe maintenant et Walter Baier, Gauche européenne. Le débat est animé par Annelies Beck et Martin Řezníče,,,,,,,.
Le débat se tient au parlement de Bruxelles et les questions sont prises de diverses sources.
Ce débat dure 105 minutes. C'est le dernier débat retransmis dans toute l'Europe avant les élections européennes,,.
Le débat a été retransmis sur 212 canaux dans 51 pays par 80 radiodiffuseurs. Le débat a été conçu pour être “audio-friendly” pour la radiophonie et les podcasts (baladodiffusion).
Une version en langue française d'une durée de une heure 54 minutes et 50 secondes du "Débat Eurovision des candidats à la présidence de la Commission européenne" produite par le "Parlement européen en France" est diffusé sur un média de streaming, sous l’appellation "Débat Eurovision des candidats à la présidence de la Commission européenne". La première question portait sur l'emploi. La première question depuis l'extérieur du parlement venait de France et portait sur l'accélération ou le ralentissement de la procédure d'adhésion des nouveaux membres.

### Sujets mobilisants les électeurs
Les sujets mobilisant les électeurs sont:
- la «hausse des prix et du coût de la vie» (à 42 %) et la situation économique;
- la situation internationale et le conflit en Ukraine (34 %)
- la défense de la démocratie et de l’état de droit (32 %)
- l’environnement, la défense, la migration et l’asile (28 %).

En Allemagne la question de l'immigration préoccupe 44% des électeurs contrairement aux autres des citoyens de l'union européenne qui ne mettent pas l'immigration comme premier sujet et contrairement aux élections de 2019 où les allemands étaient préoccupés par des questions écologiques. De ce fait, l'immigration sera l'un des premiers sujets abordés par le parlement européen et la commission lors de la dixième législature de l'Union européenne.

### Par pays
En Pologne et en Allemagne, des sujets comme la réforme des traités, l'Ukraine ou l'économie sont présents dans les débats,.
En Allemagne, la campagne électorale allemande est émaillée de violences. Trois agressions sont perpétrées contre des hommes politiques en moins de cinq jours. L'AfD reproche notamment aux partis traditionnels « de minimiser la violence d'extrême gauche et islamiste ». Dans un pays réputé jusque là pour ses mœurs politiques paisibles, ces agressions provoquent la consternation.
En France, les partis politiques tendent à nationaliser les enjeux du scrutin des élections européennes de 2024 en France. Pour les partis d'opposition comme le Rassemblement national ou la France insoumise par exemple, cela permet de capter un « vote sanction » contre le gouvernement, voire de préparer la prochaine élection présidentielle.

## Systèmes d'aide au vote
Plusieurs systèmes d'aide au vote ont été développés pour aider les électeurs à choisir leur candidat.

### À l'échelle européenne
L'application Adeno permet de découvrir la tête de liste qui correspond le plus à ses convictions grâce à 100 questions (20 dans le mode facile) portant sur 10 thèmes différents.
L'application propose un mode multijoueur 
et a été traduite dans les 24 langues européennes.
Elle est disponible sur Android et iPhone.
Le site web VoteTracker.eu permet de visualiser les votes des députés sortants sur 18 textes et de trouver ceux qui correspondent le mieux à ses convictions. Le site web permet aux députés de fournir des explications sur leurs votes.
Le site EU&I, développé par l'Institut universitaire européen de Florence, propose 30 questions auxquelles l'utilisateur peut répondre de "tout à fait d’accord" à "pas du tout d’accord". Il peut ensuite donner plus de poids à certaines questions. Le résultat est présenté via un pourcentage de concordance avec chaque parti national. Le site a été traduit en 20 langues. A la fin des élections, le test a été réalisé plus de 150 000 fois.
Le site EUROMAT, développé par les ONG Pulse of Europe et Polis180 et le blog Der (europäische) Föderalist, propose 20 questions auxquelles l'utilisateur peut répondre "D’accord", "Pas d’accord" ou "Neutre". Il peut ensuite donner plus de poids à certaines questions. Le résultat est présenté via un pourcentage de concordance avec chaque parti politique européen. Le site a été traduit en huit langues.
L'application Palumba, développée par une association de jeunes professionnels, propose 27 questions auxquelles il faut répondre "pour", "contre" ou "neutre". Des explications sont fournies pour chaque question. L'application fournit le résultat sous forme d'un pourcentage de concordance pour chaque groupe européen et affiche les partis nationaux les plus proches. L'application est disponible sur Android et iPhone et est disponible dans plus de 30 langues (y compris les dialectes régionaux) et dans les 27 États membres.
L'association Bloom, dont le but est de lutter contre la destruction de l'océan, du climat et des moyens de subsistance, a classé les groupes européens à l'échelle européenne et nationale sur 4 enjeux : océan, climat, biodiversité et justice environnementale. La page est disponible en 5 langues.

### À l'échelle nationale

#### France
Le site web Candidator.fr propose un test réalisable en 3 minutes. Il permet de trouver la tête de liste qui correspond le plus à ses convictions grâce à 16 questions auxquelles l'utilisateur peut répondre de « absolument d’accord » à « absolument pas d’accord ». Les réponses positionnent l'utilisateur sur 4 axes : progressisme environnemental vs conservatisme environnemental, protectionnisme migratoire vs altruisme migratoire, fédéralisme européen vs nationalisme, égalitarisme vs capitalisme.
La société E-Orientaction, connue pour ses tests de personnalité, propose un test électoral réalisable en 8 minutes et composé de 36 questions. Réalisé en partenariat avec des étudiants de Sciences Po Paris, le test a été construit sur les grandes orientations des dix principaux partis politiques français. Le test demande d'entrer un e-mail pour recevoir le résultat.
Le Monde a également sorti un quizz qui propose de se positionner sur 26 votes de la dernière législature. Ceux-ci sont expliqués en quelques phrases et des articles sont parfois fournis pour approfondir la question. On obtient un pourcentage de concordance pour chaque député français sortant et une indication de s'il se représente.
Le Parisien a publié un test portant sur 20 textes votés entre 2019 et 2024. Des arguments pour et contre sont affichés. On obtient un pourcentage de concordance pour les 6 partis présents ainsi que le positionnement de chaque parti pour chaque question.
Le site VoteFinder.eu propose de se positionner sur des textes votés au parlement européen (pour, contre ou passer). Le site étant open-source, chacun peut ajouter un texte. Ces textes sont présentés dans un ordre aléatoire. Le résultat est donné via un pourcentage de concordance avec les listes candidates françaises, avec les groupes européens, et les députés sortants. On peut aussi visualiser les votes de chaque liste sur chaque texte.[pertinence contestée]

#### Belgique
En Belgique, un test électoral réalisé par 9 grands médias belges en partenariat avec 2 universités contient un volet européen qui comporte 25 questions.

## Récapitulatifs
| Pays      | Date(s) de scrutin       | Sièges    | Pays       | Date(s) de scrutin       | Sièges    | Pays      | Date(s) de scrutin       | Sièges    |
| --------- | ------------------------ | --------- | ---------- | ------------------------ | --------- | --------- | ------------------------ | --------- |
| Allemagne | 09-06-2024               | 96 sièges | France     | 09-06-2024               | 81 sièges | Pologne   | 09-06-2024               | 53 sièges |
| Autriche  | 09-06-2024               | 20 sièges | Grèce      | 09-06-2024               | 21 sièges | Portugal  | 09-06-2024               | 21 sièges |
| Belgique  | 09-06-2024               | 22 sièges | Hongrie    | 09-06-2024               | 21 sièges | Roumanie  | 09-06-2024               | 33 sièges |
| Bulgarie  | 09-06-2024               | 17 sièges | Irlande    | 07-06-2024               | 14 sièges | Slovaquie | 08-06-2024               | 15 sièges |
| Chypre    | 09-06-2024               | 6 sièges  | Italie     | 08-06-2024 au 09-06-2024 | 76 sièges | Slovénie  | 09-06-2024               | 9 sièges  |
| Croatie   | 09-06-2024               | 12 sièges | Lettonie   | 08-06-2024               | 9 sièges  | Suède     | 09-06-2024               | 21 sièges |
| Danemark  | 09-06-2024               | 15 sièges | Lituanie   | 09-06-2024               | 11 sièges | Tchéquie  | 07-06-2024 au 08-06-2024 | 21 sièges |
| Espagne   | 09-06-2024               | 61 sièges | Luxembourg | 09-06-2024               | 6 sièges  |           |                          |           |
| Estonie   | 03-06-2024 au 09-06-2024 | 7 sièges  | Malte      | 08-06-2024               | 6 sièges  |           |                          |           |
| Finlande  | 09-06-2024               | 15 sièges | Pays-Bas   | 06-06-2024               | 31 sièges |           |                          |           |

| Pays       | Âge légal | Âge légal | Âge légal | Mode(s) de scrutin autorisé(s) | Mode(s) de scrutin autorisé(s) | Mode(s) de scrutin autorisé(s) | Mode(s) de scrutin autorisé(s) | Mode(s) de scrutin autorisé(s)                               | Mode(s) de scrutin autorisé(s)                                                      |
| Pays       | 16 ans    | 17 ans    | 18 ans    | Vote obligatoire               | Vote par procuration           | Vote postal                    | Vote électronique | Vote dans un ambassade ou consulat (sans distinction d'État) | Vote dans un ambassade ou consulat (avec distinction d'État - uniquement dans l'UE) |
| ---------- | --------- | --------- | --------- | ------------------------------ | ------------------------------ | ------------------------------ | --- | ------------------------------------------------------------ | ----------------------------------------------------------------------------------- |
| Allemagne  | Oui       | Oui       | Oui       | Non                            | Non                            | Oui                            | Non | Non                                                          | Non                                                                                 |
| Autriche   | Oui       | Oui       | Oui       | Non                            | Non                            | Oui                            | Non | Non                                                          | Non                                                                                 |
| Belgique   | Oui       | Oui       | Oui       | Oui                            | Oui                            | Oui                            | Oui pour : - 159 communes flamandes - toutes les 19 communes bruxelloises - les 9 communes germanophones Non pour les autres communes : - Wallonie francophone - autres communes flamandes | Oui                                                          | Non                                                                                 |
| Bulgarie   | Non       | Non       | Oui       | Oui                            | Non                            | Non                            | Non | Oui                                                          | Non                                                                                 |
| Chypre     | Non       | Non       | Oui       | Non                            | Non                            | Non                            | Non | Oui                                                          | Non                                                                                 |
| Croatie    | Non       | Non       | Oui       | Non                            | Non                            | Non                            | Non | Oui                                                          | Non                                                                                 |
| Danemark   | Non       | Non       | Oui       | Non                            | Non                            | Oui                            | Non | Oui                                                          | Non                                                                                 |
| Espagne    | Non       | Non       | Oui       | Non                            | Non                            | Oui                            | Non | Oui                                                          | Non                                                                                 |
| Estonie    | Non       | Non       | Oui       | Non                            | Non                            | Oui                            | Oui | Oui                                                          | Non                                                                                 |
| Finlande   | Non       | Non       | Oui       | Non                            | Non                            | Oui                            | Non | Oui                                                          | Non                                                                                 |
| France     | Non       | Non       | Oui       | Non                            | Oui                            | Non                            | Non | Oui                                                          | Non                                                                                 |
| Grèce      | Non       | Oui       | Oui       | Oui                            | Non                            | Oui                            | Non | Non                                                          | Non                                                                                 |
| Hongrie    | Non       | Non       | Oui       | Non                            | Non                            | Oui                            | Non | Oui                                                          | Non                                                                                 |
| Irlande    | Non       | Non       | Oui       | Non                            | Non                            | Non                            | Non | Non                                                          | Non                                                                                 |
| Italie     | Non       | Non       | Oui       | Non                            | Non                            | Non                            | Non | Non                                                          | Oui                                                                                 |
| Lettonie   | Non       | Non       | Oui       | Non                            | Non                            | Oui                            | Non | Oui                                                          | Non                                                                                 |
| Lituanie   | Non       | Non       | Oui       | Non                            | Non                            | Oui                            | Non | Oui                                                          | Non                                                                                 |
| Luxembourg | Non       | Non       | Oui       | Oui                            | Non                            | Oui                            | Non | Non                                                          | Non                                                                                 |
| Malte      | Oui       | Oui       | Oui       | Non                            | Non                            | Non                            | Non | Non                                                          | Non                                                                                 |
| Pays-Bas   | Non       | Non       | Oui       | Non                            | Oui                            | Oui                            | Non | Non                                                          | Non                                                                                 |
| Pologne    | Non       | Non       | Oui       | Non                            | Non                            | Non                            | Non | Oui                                                          | Non                                                                                 |
| Portugal   | Non       | Non       | Oui       | Non                            | Non                            | Non                            | Non | Oui                                                          | Non                                                                                 |
| Roumanie   | Non       | Non       | Oui       | Non                            | Non                            | Non                            | Non | Oui                                                          | Non                                                                                 |
| Slovaquie  | Non       | Non       | Oui       | Non                            | Non                            | Non                            | Non | Non                                                          | Non                                                                                 |
| Slovénie   | Non       | Non       | Oui       | Non                            | Non                            | Oui                            | Non | Oui                                                          | Non                                                                                 |
| Suède      | Non       | Non       | Oui       | Non                            | Non                            | Oui                            | Non | Oui                                                          | Non                                                                                 |
| Tchéquie   | Non       | Non       | Oui       | Non                            | Non                            | Non                            | Non | Non                                                          | Non                                                                                 |

## Coût

### Précédentes élections
En Finlande, le cout des campagnes électorales varient de 4000 euros à 0,1837 millions d'euros. Dans le cas de Sirpa Pietikäinen (Parti de la coalition nationale), un tiers provient d'un prêt bancaire, 49 000 euros de sa propre poche et 10 000 euros du syndicat Trade Union Pro, le principal syndicat du pays.
En France et en Espagne, pour les précédentes élections européennes de 2009 et de 2014, les élections dépendent de plus en plus des financements d’État. Toutefois, les partis politiques choisissent de limiter les dépenses pour les élections européennes dans lesquelles ils souhaitent moins s'investir.

### Élections de 2024
En France, la campagne électorale des élections européennes coûte moins cher qu'une campagne nationale car elle comporte moins de déplacements à l'étranger. La campagne du parti Les Républicains et de la liste de François-Xavier Bellamy est estimée à 4 millions d'euros, financée à moitié par le parti, et à moitié par un emprunt bancaire souscrit par la tête de liste. La liste de Raphaël Glucksmann, soutenue par le PS et Nouvelle Donne, cible également une campagne de 4 millions d'euros soutenue par un prêt bancaire. Le Rassemblement national et La France insoumise misent également sur une campagne à 4 millions d'euros. Renaissance a pu mener une campagne sans avoir recours aux prêts bancaires, grâce aux bons résultats de l'élection de 2017.
Des budgets plus modestes ont été utilisés par des plus petites listes : 1 million pour Europe Écologie - Les Verts, 1 million pour la liste de Benoît Hamon, et deux millions pour le parti communiste français.
Par ailleurs, certains groupes ou partis dépensent de l'argent dans des médias sociaux. Les principaux donateurs de Google sont en particulier des partis d'extrême droite.

### Publicité politique
La publicité politique est interdite en France, mais autorisée dans d'autres États de l'Union européenne. Ainsi, sur la période :
- les partis hongrois ont dépensé 636 000 euros sur les services de publicité Meta (Facebook, Instagram), et 230 000 euros sur celui de Google.
- Les partis belges ont dépensé environ 281 000 euros sur les services de publicité Meta et 62 000 euros sur celui de Google.
- Les partis allemands ont dépensé environ 194 000 euros en services de publicité sur Meta et 108 000 euros sur Google.
- Les partis grecs ont dépensé environ 53 000 euros sur les services de publicité Meta et 110 000 euros sur celui de Google.
- En Roumanie, les partis ont dépensé environ 154 000 euros sur les services de publicité Meta et 106 000 euros sur celui de Google[131].

Les partis recourant le plus à la publicité politique sur Google étaient de droite, apparentés aux groupes CR, avec 284 000 euros ; non-inscrits avec 230 000 euros, ID avec 184 000 euros et PPE avec 148 000 euros, représentant 75 % des dépenses sur cette plateforme. Les autres groupes réunis pèsent mois de 25 % sur cette plateforme : S&D, Renew, Verts, gauche, ou nouveaux partis. Sur les réseaux sociaux du groupe Meta, du 27 avril au 26 mai, six groupes étaient présents, avec des dépenses d'environ 400 000 euros ; mais la gauche n'y a dépensé que 83 000 euros.

## Incidents
Le 7 juin 2024, la Première ministre du Danemark Mette Frederiksen est blessée au cou par un homme, alors qu'elle était en campagne sur une place de Copenhague. Lors de son interrogatoire, il aurait exprimé ses remords et décrit Mme Frederiksen comme une bonne Première ministre.

## Fraudes électorales, manipulation des électeurs

### Désinformation, mésinformation, protection des données personnelles
En 2023, la Commission a publié des recommandations pour des « processus électoraux inclusifs et résilients », c'est-à-dire pour des élections libres, équitables et résilientes au sein de l’Union européenne. Elle encourage les Etats-membres à renforcer la participation démocratique, à protéger l’intégrité des élections et à garantir que chaque citoyens puisse participer pleinement au processus électoral. 
En mars 2024,  un nouveau « Règlement sur la transparence et le ciblage de la publicité politique » vise à mieux lutter contre la manipulation de l’information et l’ingérence étrangère dans les élections. Il introduit des règles strictes de  transparence de la publicité politique. Dans les pays qui les autorisent, elles doivent inclure des informations claires sur leur sponsor, le montant payé et l’utilisation de techniques de ciblage. Tout citoyen, pour faire des choix éclairé, doit pouvoir aisément reconnaître une publicité politique et de comprendre qui est derrière elles. Cette publicité doit aussi pleinement respecter son droit à la vie privée, sa liberté d'opinion et d’expression ; Le ciblage n'est autorisé qu'à des conditions strictes : les données collectées à des fins de publicité politique doivent l'être directement auprès de la personne concernée (et pas achetée à un courtier en données) ; et elle ne peut être utilisées qu’après que consentement explicite et distinct de la personne. Il est dorénavant interdit d'utiliser des données raciales ou ethniques, ou sur les opinions politiques à des fins de profilage. Et, pour limiter l'ingérence étrangère, il est aussi interdit de fournir des services publicitaires à des sponsors de pays tiers trois mois avant une élection ou un référendum. Pour lutter - en amont et durant la période électorale - contre la désinformation, et pour plus de transparence et de responsabilité des plateformes, l'UE s'appuie sur son « Code de bonnes pratiques contre la désinformation » : produit par la Commission européenne ; ce cadre d’autorégulation destiné aux plateformes en ligne, aux associations commerciales et aux acteurs clés du secteur de la publicité, propose des mesures pour réduire la diffusion de fausses informations. Un « système de réaction rapide » est adossé à ce Code, et la Commission européenne a publié des directives électorales incluant des recommandations destinées aux grandes plateformes en ligne et moteurs de recherche, visant à réduire les risques systémiques en ligne qui pourraient affecter l’intégrité des élections (ex : Les plateformes doivent évaluer et atténuer les risques spécifiques liés à l’IA, avec un marquage clair des contenus issus d'IA génératives, et en particulier les deepfakes ; et elles doivent évaluer l'efficacité de leurs mesures de réduction de la viralité des contenus menaçant l’intégrité des élections). 

L'UE a aussi a organisé un stress-test (sous la forme d’un exercice sur table) et des dialogues réglementaires avec les « très grandes plateformes en ligne et des moteurs de recherche désignés dans le cadre de la DSA », en s'appuyant sur le Digital Services Act (DSA), sur la Loi sur la sécurité numérique, sur le groupe de travail sur les élections de l’EDMO, et sur un « Groupe de travail spécial sur les élections » (qui deviendra le  Groupe de travail permanent sur l’intégrité de l’information).
Un Rapport post-élections européennes, de la Commission et du Conseil de l'Europe, a conclu que dans le cadre de ces mesures de préparation et de coordination entre parties prenantes, « aucun incident de désinformation majeur ou systémique n’a été identifié qui aurait perturbé les élections ».
Néanmoins, la campagne électorale a donné lieu à la diffusion de fausses informations sur Internet, visant à influencer les choix de électeurs sur la base d'affirmations trompeuses. 
En mai 2024, dans les États européens autour de la France, l'union européenne est la cible de 15 % des désinformations constatées par l'Observatoire européen des médias numérique (EDMO). Les créateurs de ces désinformations se basent sur des événements nationaux et les relient à l'Union. Les campagnes de désinformation ont notamment ciblé le pacte vert pour l'Europe. D'après l'EFCSN, 81,6 % des fausses informations sur le sujet sont émises par des hommes ou femmes politiques d'extrême droite, notamment à l'occasion des manifestations d'agriculteurs. La désinformation concerne également la production de « normes » (sic) par l'Union européenne et l’augmentation des prix dans l'Union européenne. D'autres désinformations concernent les problématiques de migrations. D'autres pays ont utilisé des fausses images créées par intelligence artificielle pour discréditer les autorités.

### Propagande et cyberattaques pro-russes
Dans le contexte de la guerre russo-ukrainienne, la Russie mène une intense campagne de propagande, visant à influer sur les résultats des élections européennes, par le biais de messages politique, notamment publiés sur les réseaux sociaux Facebook, Instagram et WhatsApp. Ces messages ne sont pas ou peu modérés par le groupe Meta qui possède ces réseaux, car le groupe ne les identifie pas comme des messages à caractère politique. Ils ont souvent la forme de caricatures, et/ou mettent à profit un élément d'actualité pour critiquer un gouvernement, souvent accompagnés de statistiques. Ils sont conçus pour exacerber le ressentiment envers les gouvernements des pays européens, afin de saper le soutien des citoyens, des gouvernements, et de l’Union européenne à l’Ukraine. Au moins l'un de ces messages (début juin 2024), usurpe l'identité graphique du site du magazine français Le Point. Une étude faite par l'Institut des systèmes complexes à Paris montre que sur sept mois, entre août 2023 et mars 2024, la propagande prorusse a atteint 38 millions de comptes en France et en Allemagne ; atteignant 3 826 pages Facebook, dont moins de 20 % ont été modérées par Meta après avoir été vues par 2,6 millions de personnes. Cette propagande prorusse s'est intensifiée au fil de la campagne électorale. Du 1er au 27 mai 2024, au moins 275 messages de propagande prorusse ont atteint 3 millions de comptes français, allemands, italiens et polonais sur les applications du groupe Meta. Le pays le plus ciblé est l'Italie. Parmi les auteurs de cette campagne figure le réseau Doppelgänger, déjà à l'origine de l'opération Doppelgänger en 2022.
Le premier jour des élections, des cyberattaques lancées par des groupes pro-russes ont eu lieu aux Pays-Bas.

## Résultats

### Fin du dépouillement

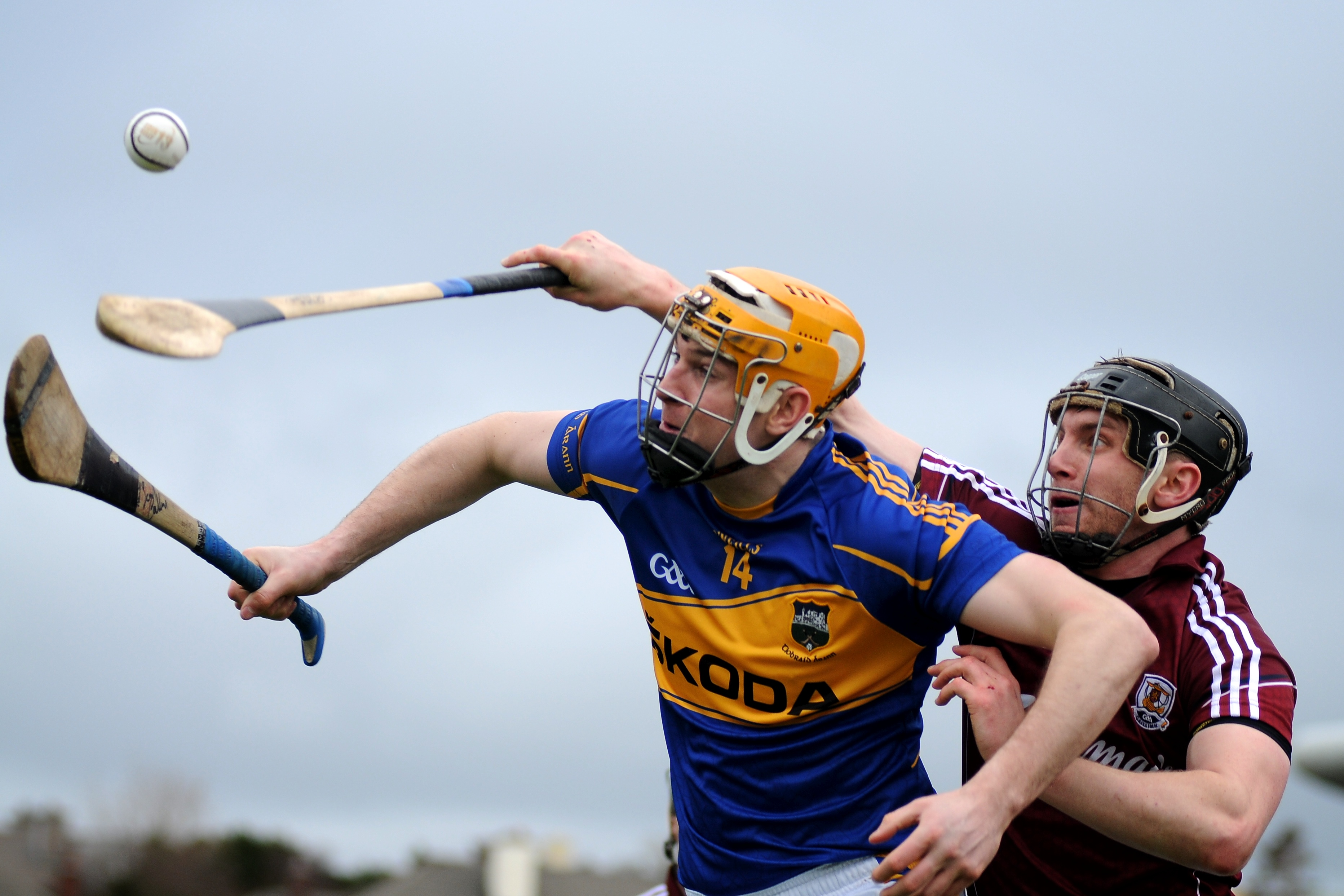
Le hurling est un sport irlando-noraméricain.

Le dernier pays à finaliser le dépouillement est l'Irlande. Le décompte a d'abord été suspendu quelques heures correspondant à la finale d’un tournoi de hurling. Le décompte a ensuite duré quelques jours pour prendre en compte les différents votes préférentiels de chaque électeur et en raison du nombre de tours pour les calculs préférentiels. Au final, sur les 14 sièges de l'Irlande, 4 sont pour le Fine Gael (Parti populaire européen, PPE) du Premier ministre Simon Harris et 4 pour le Fianna Fail (Renew Europe, RE) du vice-Premier ministre Micheál Martin. 3 sièges vont au groupe GUE/NGL dont 1 pour un indépendant et 2 pour le principal parti d’opposition irlandais, le Sinn Féin (GUE/NGL). Le Parti travailliste obtient un siège dans le groupe Socialistes et Démocrates européens (S&D). Les 2 sièges restant ne sont pas encore inscrits dans un groupe : 1 pour le parti Irlande indépendante, qui pourrait aller dans le Conservateurs et réformistes européens (CRE) dont le parti est proche, 1 pour un indépendant qui, vu son passé politique, pourrait rejoindre le groupe Socialistes et Démocrates européens (S&D)[réf. souhaitée].

### Groupes
Les résultats et projections provisoires du site web officiel au 21 juin, 13 h 4 UTC.

### Résultats
|                          |                                                     |                                      |             |       |        |     |  |
| Groupe européen          | Groupe européen                                     | Groupe européen                      | Voix        | %     | Sièges | +/- |  |
|                          | Parti populaire européen                            | PPE                                  | 34 408 182  | 19,65 | 188    | 6   |  |
|                          | Alliance progressiste des socialistes et démocrates | S&D                                  | 27 368 235  | 15,63 | 136    | 18  |  |
|                          | Patriotes pour l'Europe                             | PfE                                  | 18 462 468  | 10,54 | 84     | 11  |  |
|                          | Conservateurs et réformistes européens              | CRE                                  | 15 640 969  | 8,93  | 78     | 16  |  |
|                          | Renew Europe                                        | RE                                   | 16 025 384  | 9,15  | 77     | 31  |  |
|                          | Verts/Alliance libre européenne                     | Verts/ALE                            | 11 537 487  | 6,59  | 53     | 21  |  |
|                          | Gauche unitaire européenne/Gauche verte nordique    | GUE/NGL                              | 11 864 583  | 6,77  | 46     | 5   |  |
|                          | L'Europe des nations souveraines                    | ENS                                  | 8 659 122   | 4,94  | 25     | 25  |  |
|                          | Non-inscrits                                        | NI                                   | 15 123 278  | 8,64  | 33     | 24  |  |
|                          | Autres formations                                   |                                      | 15 123 278  | 8,64  |        |     |  |
|                          | Listes membres de différents groupes                | Listes membres de différents groupes | 16 040 948  | 9,17  |        |     |  |
|                          |                                                     |                                      |             |       |        |     |  |
| Votes exprimés           | Votes exprimés                                      | Votes exprimés                       | 175 130 656 | 97,55 |        |     |  |
| Votes blancs et nuls     | Votes blancs et nuls                                | Votes blancs et nuls                 | 4 406 386   | 2,45  |        |     |  |
| Total                    | Total                                               | Total                                | 179 537 042 | 100   | 720    | 31  |  |
| Inscrits / participation | Inscrits / participation                            | Inscrits / participation             | 355 147 948 | 50,55 |        |     |  |

### Interprétation

Contribution de chaque pays aux sièges des différents groupes politiques.

Le scrutin est perçu comme une progression des groupes Patriotes pour l’Europe (successeur du groupe Identité et démocratie) et des Conservateurs et réformistes européens, qui gagnent à eux-deux vingt-sept députés (auquel s’ajoute les vingt-cinq députés du nouveau groupe d’extrême droite L'Europe des nations souveraines). À l'inverse, le groupe du Parti vert européen et de l'Alliance libre européenne — qui était le quatrième groupe par sa taille avant les élections — avec les partis qui le composent apparaissent comme les plus grands perdants des élections.
En matière de délégations nationales, le Rassemblement national remporte pour la troisième fois consécutive les élections européennes. Il crée aussi, de par ses 30 députés européens, la délégation la plus nombreuse devant la CDU/CSU. Il dépasse également les 25 députés du PiS en 2019.
Selon Le Monde, la France sort affaiblie dans sa représentation au parlement européen avec seulement 13 des 77 sièges du groupe Renew Europe — soit 16 % — et 6 sièges sur 188 au Parti populaire européen — soit 3 %.
Les jeunes électeurs ont plus voté pour les groupes verts et les groupes de gauche.
Le Temps interprète le vote RN comme un vote de petites communes, des revenus bas, des chômeurs, et de l'absence de voisins immigrés.

### Réponse
En France, en 2024, trois motions de censure ont été déposées contre le gouvernement, dont deux la semaine des élections européennes de 2024.
Le soir du dépouillement, les élus du groupe Libertés Indépendants Outre-mer Territoires proposent un « gouvernement de cohabitation nationale » ou bien une motion de censure avant la fin de l’actuelle session parlementaire, le 12 juillet.
En France avant que tous les résultats ne soient déclarés, Emmanuel Macron annonce la dissolution de l'Assemblée nationale appelant les élections nationales les 30 juin et 7 juillet avant le terme du mandat de cinq ans. Il justifie cette dissolution par deux raisons : une majorité relative fragile à l'Assemblée nationale et un fort score du Rassemblement national en France.

### Constitution de coalition
| Majorités possibles                      | Sièges |
| ---------------------------------------- | ------ |
| Ensemble des sièges                      | 720    |
| Majorité absolue (361 ou plus de sièges) |        |
| Groupe PPE, S&D, CRE                     | 402    |
| Groupe PPE, S&D, Renew                   | 401    |
| Groupe PPE, S&D, Verts/ALE               | 377    |
| Groupe PPE, S&D, CRE, Renew              | 479    |
| Groupe PPE, S&D, Renew, Verts/ALE        | 454    |
| Groupe PPE, PfE, CRE, Renew              | 427    |
| Groupe PPE, PfE, CRE, Verts/ALE          | 403    |
| Groupe PPE, CRE, Renew, Verts/ALE        | 396    |
| Groupe PPE, PfE, CRE, NI                 | 383    |
| Groupe PPE, PfE, CRE, ENS                | 375    |
| Pas de majorité (360 ou moins de sièges) |        |
| Groupe PPE, S&D                          | 324    |
| EPP Group, CRE, PfE                      | 350    |
| Groupe PPE, CRE, Renew                   | 343    |
| Groupe PPE, CRE, Verts/ALE               | 319    |
| S&D, Verts/ALE, PGE                      | 235    |
| S&D, Renew, Verts/ALE, PGE               | 312    |
| S&D, Verts/ALE, PGE, NI                  | 268    |

Les résultats de l'élection confirment une majorité aux partis sortants de la Commission von der Leyen, et la même coalition pourrait élire à nouveau Ursula von der Leyen.
Le 17 juin 2024 s'est tenue une « réunion informelle » du Conseil européen, au cours de laquelle les chefs d'État et de gouvernement ont discuté du prochain cycle institutionnel et de leur candidat à la présidence de la Commission. Les 27 et 28 juin aura lieu une réunion du Conseil européen, au cours de laquelle les dirigeants nationaux devraient nommer officiellement le président de la Commission européenne et le Haut représentant de l'Union pour les affaires étrangères et la politique de sécurité, ainsi qu'élire le nouveau président du Conseil européen.

### Hors de France
Dans le contexte de la guerre russo-ukrainienne, le gouvernement russe déclare « suivre avec attention » la montée en popularité des « partis de droite » eurosceptiques et anti-ukrainiens, en Europe et notamment en France.